# الطواف النسائي للاتحاد الدولي لكرة المضرب – 2018 (أكتوبر–ديسمبر)
الطواف النسائي للاتحاد الدولي لكرة المضرب هي نسخة عام 2018 من الجولة الثانية في لعبة كرة المضرب للمحترفات. تنظمها الاتحاد الدولي لكرة المضرب وهي درجة أقل من جولة رابطة محترفات التنس. يتضمن الطواف العالمي لكرة المضرب النسائية برعاية الاتحاد الدولي لكرة المضرب بطولات بجوائز مالية تتراوح من $15،000 إلى $100،000.

## المواسم
| مواسم الطواف العالمي لكرة المضرب النسائية برعاية الاتحاد الدولي لكرة المضرب | مواسم الطواف العالمي لكرة المضرب النسائية برعاية الاتحاد الدولي لكرة المضرب | مواسم الطواف العالمي لكرة المضرب النسائية برعاية الاتحاد الدولي لكرة المضرب | مواسم الطواف العالمي لكرة المضرب النسائية برعاية الاتحاد الدولي لكرة المضرب | مواسم الطواف العالمي لكرة المضرب النسائية برعاية الاتحاد الدولي لكرة المضرب | مواسم الطواف العالمي لكرة المضرب النسائية برعاية الاتحاد الدولي لكرة المضرب | مواسم الطواف العالمي لكرة المضرب النسائية برعاية الاتحاد الدولي لكرة المضرب | مواسم الطواف العالمي لكرة المضرب النسائية برعاية الاتحاد الدولي لكرة المضرب | مواسم الطواف العالمي لكرة المضرب النسائية برعاية الاتحاد الدولي لكرة المضرب | مواسم الطواف العالمي لكرة المضرب النسائية برعاية الاتحاد الدولي لكرة المضرب |
| تسعينيات القرن العشرين                                                      | تسعينيات القرن العشرين                                                      | تسعينيات القرن العشرين                                                      | تسعينيات القرن العشرين                                                      | تسعينيات القرن العشرين                                                      | تسعينيات القرن العشرين                                                      | تسعينيات القرن العشرين                                                      | تسعينيات القرن العشرين                                                      | تسعينيات القرن العشرين                                                      | تسعينيات القرن العشرين                                                      |
| --------------------------------------------------------------------------- | --------------------------------------------------------------------------- | --------------------------------------------------------------------------- | --------------------------------------------------------------------------- | --------------------------------------------------------------------------- | --------------------------------------------------------------------------- | --------------------------------------------------------------------------- | --------------------------------------------------------------------------- | --------------------------------------------------------------------------- | --------------------------------------------------------------------------- |
| 1994                                                                        | 1995                                                                        | 1995                                                                        | 1996                                                                        | 1997                                                                        | 1998                                                                        | 1999                                                                        |                                                                             |                                                                             |                                                                             |
| العقد الأول من القرن 21                                                     |                                                                             |                                                                             |                                                                             |                                                                             |                                                                             |                                                                             |                                                                             |                                                                             |                                                                             |
| 2000                                                                        | 2001                                                                        | 2002                                                                        | 2003                                                                        | 2004                                                                        | 2005                                                                        | 2006                                                                        | 2007                                                                        | 2008 الربع الأول · الربع الثاني · الربع الثالث                              | 2009                                                                        |
| العقد الثاني من القرن 21                                                    |                                                                             |                                                                             |                                                                             |                                                                             |                                                                             |                                                                             |                                                                             |                                                                             |                                                                             |
| 2010 الربع الأول · الربع الثاني · الربع الثالث · الربع الرابع               | 2011 الربع الأول · الربع الثاني · الربع الثالث · الربع الرابع               | 2012 الربع الأول · الربع الثاني · الربع الثالث · الربع الرابع               | 2013 الربع الأول · الربع الثاني · الربع الثالث · الربع الرابع               | 2014 الربع الأول · الربع الثاني · الربع الثالث · الربع الرابع               | 2015 الربع الأول · الربع الثاني · الربع الثالث · الربع الرابع               | 2016 الربع الأول · الربع الثاني · الربع الثالث · الربع الرابع               | 2017 الربع الأول · الربع الثاني · الربع الثالث · الربع الرابع               | 2018 الربع الأول · الربع الثاني · الربع الثالث · الربع الرابع               | 2019 الربع الأول · الربع الثاني · الربع الثالث · الربع الرابع               |
| العقد الثالث من القرن 21                                                    |                                                                             |                                                                             |                                                                             |                                                                             |                                                                             |                                                                             |                                                                             |                                                                             |                                                                             |
| 2020 الربع الأول · الربع الثاني · الربع الثالث · الربع الرابع               | 2021 الربع الأول · الربع الثاني · الربع الثالث · الربع الرابع               | 2022 الربع الأول · الربع الثاني · الربع الثالث · الربع الرابع               | 2023 الربع الأول · الربع الثاني · الربع الثالث · الربع الرابع               | 2024 الربع الأول · الربع الثاني · الربع الثالث · الربع الرابع               | 2025 الربع الأول · الربع الثاني · الربع الثالث · الربع الرابع               |                                                                             |                                                                             |                                                                             |                                                                             |

## المفتاح
| الفئات      |
| بطولات W100 |
| بطولات W80  |
| بطولات W60  |
| بطولات W25  |
| بطولات W15  |

## الأشهر

### أكتوبر
| الأسبوع   | البطولة                                                                                         | الفائزات                                                         | الوصيفات                                       | المتأهلات لنصف النهائي                  | المتأهلات لربع النهائي                                                               |
| --------- | ----------------------------------------------------------------------------------------------- | ---------------------------------------------------------------- | ---------------------------------------------- | --------------------------------------- | ------------------------------------------------------------------------------------ |
| 1 أكتوبر  | ستوكتون تشالنجر ستوكتون، الولايات المتحدة ملعب صلب $60،000 فردي – زوجي                          | ماديسون برينجل 7–5، 7–6(12–10)                                   | دانييل لاو                                     | صوفيا زهوك جيسيكا بيجلا                 | آن لي روبن أندرسون ويتني أوسويجوي أمرا ساديكوفيتش                                    |
| 1 أكتوبر  | ستوكتون تشالنجر ستوكتون، الولايات المتحدة ملعب صلب $60،000 فردي – زوجي                          | هايلي كارتر إينا شيبهارا 7–5، 5–7، [10–7]                        | كوين جليسون لويزا ستيفاني                      | صوفيا زهوك جيسيكا بيجلا                 | آن لي روبن أندرسون ويتني أوسويجوي أمرا ساديكوفيتش                                    |
| 1 أكتوبر  | بريزبان، أستراليا ملعب صلب $25،000 قرعة المباريات الفردية والزوجية                              | شو شيلين 6–4، 6–3                                                | إيلين بيريز                                    | كيمبرلي بيريل Vivian Heisen             | أوليفيا روجوفسكا كاتي دان روتوجا بسالي دلما جالفي                                    |
| 1 أكتوبر  | بريزبان، أستراليا ملعب صلب $25،000 قرعة المباريات الفردية والزوجية                              | ماديسون إنغليس كايلا ماكفي 7–5، 6–4                              | روتوجا بسالي شو شيلين                          | كيمبرلي بيريل Vivian Heisen             | أوليفيا روجوفسكا كاتي دان روتوجا بسالي دلما جالفي                                    |
| 1 أكتوبر  | بولا، إيطاليا ملعب ترابي $25،000 قرعة المباريات الفردية والزوجية                                | رالوكا جيورجيانا شيربان 7–6(7–2)، 6–4                            | أناستازيا جريمالسكا                            | جاسمين باوليني Francesca Jones          | كارولينا ألفيس أمينة أنشبا أندريا غاميز كارستون برانستين                             |
| 1 أكتوبر  | بولا، إيطاليا ملعب ترابي $25،000 قرعة المباريات الفردية والزوجية                                | أمينة أنشبا صوفيا شاباتافا 7–6(7–5)، 2–6، [10–6]                 | مارتينا دي جوزيبي آنا ريموندينا                | جاسمين باوليني Francesca Jones          | كارولينا ألفيس أمينة أنشبا أندريا غاميز كارستون برانستين                             |
| 1 أكتوبر  | لاغوس، نيجيريا ملعب صلب $25،000 قرعة المباريات الفردية والزوجية                                 | برانجالا يادلابالي 2–6، 7–5، 6–0                                 | كوني بيرين                                     | تيريزا ميهاليكوفا فيكتوريا بوثيو        | ناستجا كولار فاليريا ستراخوفا إستيل كاسينو دينيز خازانيك                             |
| 1 أكتوبر  | لاغوس، نيجيريا ملعب صلب $25،000 قرعة المباريات الفردية والزوجية                                 | تيريزا ميهاليكوفا جوليا تيرزييسكا 6–7(4–7)، 6–2، [10–7]          | إستيل كاسينو دينيز خازانيك                     | تيريزا ميهاليكوفا فيكتوريا بوثيو        | ناستجا كولار فاليريا ستراخوفا إستيل كاسينو دينيز خازانيك                             |
| 1 أكتوبر  | أوبيدوس، البرتغال Carpet $25،000 قرعة المباريات الفردية والزوجية                                | بيمرا أوزجن 5–7، 6–4، 6–2                                        | غايا سانيسي                                    | ميريام بيوركلاند غريت مينين             | ألكساندرينا نايدينوفا كريستينا بوكشا سارة بيث غري داليلا سبيريتي                     |
| 1 أكتوبر  | أوبيدوس، البرتغال Carpet $25،000 قرعة المباريات الفردية والزوجية                                | ناتاليا كوستيتش أكيكو أومي 6–3، 4–6، [10–7]                      | ديانا مارسنكفيتشا بانا أودفاردي                | ميريام بيوركلاند غريت مينين             | ألكساندرينا نايدينوفا كريستينا بوكشا سارة بيث غري داليلا سبيريتي                     |
| 1 أكتوبر  | تشارلستون، الولايات المتحدة ملعب صلب $25،000 قرعة المباريات الفردية والزوجية                    | غابرييلا طلابا 6–4، 6–7(5–7)، 6–2                                | إليزابيث هالباور                               | هيلي بابتيست إيما نافارو                | شيرازاد ريكس كينيدي شافير نادجا جيلكريست آنا دانيلينا                                |
| 1 أكتوبر  | تشارلستون، الولايات المتحدة ملعب صلب $25،000 قرعة المباريات الفردية والزوجية                    | صوفي تشانغ ألكسندرا مولر 6–4، 6–4                                | هسو تشيه يو غابرييلا طلابا                     | هيلي بابتيست إيما نافارو                | شيرازاد ريكس كينيدي شافير نادجا جيلكريست آنا دانيلينا                                |
| 1 أكتوبر  | سوزوبول، بلغاريا ملعب صلب $15،000 قرعة المباريات الفردية والزوجية                               | جورجيا كراكيو]] 6–2، 6–1                                         | إيلاي يوريوك                                   | فرانزيسكا كومر آنا أوكولوفا             | جوليا ستاماتوفا أوانا سماراندا كورنانو جبرييلا ميهايلوفا أوانا جافريلا               |
| 1 أكتوبر  | سوزوبول، بلغاريا ملعب صلب $15،000 قرعة المباريات الفردية والزوجية                               | ألينا سيليتش آنا أوكولوفا 6–3، 6–1                               | غابرييلا دوكا ماريا فيكتوريا نيغويتزا          | فرانزيسكا كومر آنا أوكولوفا             | جوليا ستاماتوفا أوانا سماراندا كورنانو جبرييلا ميهايلوفا أوانا جافريلا               |
| 1 أكتوبر  | شرم الشيخ، مصر ملعب صلب $15،000 قرعة المباريات الفردية والزوجية                                 | أنستازيا سوخوتينا 6–3، 6–0                                       | فيكتوريا كالينينا                              | أكيهو كاكوايا إيفانا توبتشيتش           | جاكلين كاباج أواد كاترينا مكاروفا ألكساندرا بيتاك كاتارزينا بيتاك                    |
| 1 أكتوبر  | شرم الشيخ، مصر ملعب صلب $15،000 قرعة المباريات الفردية والزوجية                                 | ألكساندرا بيتاك كاتارزينا بيتاك 6–2، 6–1                         | نيكولا بريتشكوفا مارتينا فيريتشوفا             | أكيهو كاكوايا إيفانا توبتشيتش           | جاكلين كاباج أواد كاترينا مكاروفا ألكساندرا بيتاك كاتارزينا بيتاك                    |
| 1 أكتوبر  | هرتسليا، إسرائيل ملعب صلب $15،000 قرعة المباريات الفردية والزوجية                               | ديا إفتيموفا 6–0، 6–3                                            | تمارا براد إتزاكي                              | صدفموه توليبوفا لينا غلشكو              | شيلي بيريزنياك مايا توان هايلي جيافارا نيكول نادل                                    |
| 1 أكتوبر  | هرتسليا، إسرائيل ملعب صلب $15،000 قرعة المباريات الفردية والزوجية                               | مادلين كوبلت مايا توان 6–4، 6–3                                  | أنستازيا رايمشين إيمي تارن                     | صدفموه توليبوفا لينا غلشكو              | شيلي بيريزنياك مايا توان هايلي جيافارا نيكول نادل                                    |
| 1 أكتوبر  | تلدة، إسبانيا ملعب ترابي $15،000 قرعة المباريات الفردية والزوجية                                | كلوديا هوستي فيرير 6–4، 6–2                                      | إيزابيل أدروفر غاليغو                          | كاثرين شانترين أنيتا لابوتكوفا          | آنا لانتجوا دي لا نوز نوريا برانكاشيو كارلوتا مولينا ميجياس سفنجه أوشسنر             |
| 1 أكتوبر  | تلدة، إسبانيا ملعب ترابي $15،000 قرعة المباريات الفردية والزوجية                                | كلارا هاييكوفا أنيتا لابوتكوفا 1–6، 7–5، [10–5]                  | كارلوتا مولينا ميجياس أناستاسيا ياكيموفا       | كاثرين شانترين أنيتا لابوتكوفا          | آنا لانتجوا دي لا نوز نوريا برانكاشيو كارلوتا مولينا ميجياس سفنجه أوشسنر             |
| 1 أكتوبر  | المنستير، تونس ملعب صلب $15،000 قرعة المباريات الفردية والزوجية                                 | كونستانس سيبيل 6–4، 6–4                                          | سيلفيا نجيريتش                                 | ناتاليا سيدليسكا ميريانا تونا           | ناديا إتشيفيريا آلام ياسمين منصوري بولينا كوزيريفا ليزا بيغاتو                       |
| 1 أكتوبر  | المنستير، تونس ملعب صلب $15،000 قرعة المباريات الفردية والزوجية                                 | لودميلا بنشيخ ياسمين منصوري 6–4، 6–1                             | ناتاليا سيدليسكا ميريانا تونا                  | ناتاليا سيدليسكا ميريانا تونا           | ناديا إتشيفيريا آلام ياسمين منصوري بولينا كوزيريفا ليزا بيغاتو                       |
| 1 أكتوبر  | أنطاليا، تركيا ملعب صلب $15،000 قرعة المباريات الفردية والزوجية                                 | أونا أوربانا 6–3، 2–6، 7–5                                       | ألكسندرا فيكتوروفيتش                           | ميليس سيزر ليلي إليدا هاسيث             | دراغينيا فوكوفيتش ألينا فومينا باولا كانيا بويانا كلينكوف                            |
| 1 أكتوبر  | أنطاليا، تركيا ملعب صلب $15،000 قرعة المباريات الفردية والزوجية                                 | أليسيه تشيرنيكيا أونا أوربانا 6–4، 7–6(8–6)                      | ألكسندرا فيكتوروفيتش ليزا زار                  | ميليس سيزر ليلي إليدا هاسيث             | دراغينيا فوكوفيتش ألينا فومينا باولا كانيا بويانا كلينكوف                            |
| 1 أكتوبر  | تشورنومورسك، أوكرانيا ملعب ترابي $15،000 قرعة المباريات الفردية والزوجية                        | أنستاسيا شوشينا 6–3، 6–3                                         | ليوبوف كوستينكو                                | داريا سنيغور أناستازيا فدوفينكو         | كسينيا ييرش كارول مونيت تمارا تشروفيتش ماريا بيرغن                                   |
| 1 أكتوبر  | تشورنومورسك، أوكرانيا ملعب ترابي $15،000 قرعة المباريات الفردية والزوجية                        | فيرونيكا فولكوفسكا أنستاسيا شوشينا 6–2، 6–1                      | أنستاسيا كومار ليوبوف كوستينكو                 | داريا سنيغور أناستازيا فدوفينكو         | كسينيا ييرش كارول مونيت تمارا تشروفيتش ماريا بيرغن                                   |
| 8 أكتوبر  | توومبا، أستراليا ملعب صلب $25،000 قرعة المباريات الفردية والزوجية                               | زوي هايفز 6–0، 6–2                                               | إيلين بيريز                                    | أبيجيل تيري-أبيشاه لي يا-هسوان          | شيهيرو موراماتسو ديستاني أيافا أسترا شارما آبي مايرز                                 |
| 8 أكتوبر  | توومبا، أستراليا ملعب صلب $25،000 قرعة المباريات الفردية والزوجية                               | فريا كريستي إيرين روتليف 7–5، 6–4                                | سامانثا هاريس أسترا شارما                      | أبيجيل تيري-أبيشاه لي يا-هسوان          | شيهيرو موراماتسو ديستاني أيافا أسترا شارما آبي مايرز                                 |
| 8 أكتوبر  | شيربورغ-أون-كوتنتين، فرنسا ملعب صلب (داخلي) $25،000 قرعة المباريات الفردية والزوجية             | هارموني تان 7–6(7–5)، 6–3                                        | لودميلا بنشيخ                                  | ميرتل جورج مايا لومسدن                  | تشالا بويوكاكاتشاي مارغو ييروليموس مالوري نول إيدن سيلفا                             |
| 8 أكتوبر  | شيربورغ-أون-كوتنتين، فرنسا ملعب صلب (داخلي) $25،000 قرعة المباريات الفردية والزوجية             | كاتارزينا بيتر باربورا شتيفكوفا 6–2، 6–1                         | أليسيا بارنيت إيدن سيلفا                       | ميرتل جورج مايا لومسدن                  | تشالا بويوكاكاتشاي مارغو ييروليموس مالوري نول إيدن سيلفا                             |
| 8 أكتوبر  | بولا، إيطاليا ملعب ترابي $25،000 قرعة المباريات الفردية والزوجية                                | مارتينا دي جوزيبي 6–4، 6–3                                       | غابرييلا سي                                    | ستيفاني فاغنر ريكا لوكا جاني            | ساندرا سمير ليا بوشكوفيتش مارينا تشيرنيشوفا دانكا كوفينتش                            |
| 8 أكتوبر  | بولا، إيطاليا ملعب ترابي $25،000 قرعة المباريات الفردية والزوجية                                | كريستينا دينو ريكا لوكا جاني 3–6، 6–1، [13–11]                   | غيورغيا ماركيتي كاميلا روساتييلو               | ستيفاني فاغنر ريكا لوكا جاني            | ساندرا سمير ليا بوشكوفيتش مارينا تشيرنيشوفا دانكا كوفينتش                            |
| 8 أكتوبر  | ماكينوهارا (شيزوكا)، اليابان سجادة $25،000 قرعة المباريات الفردية والزوجية                      | موموكو كوبوري 6–2، 6–3                                           | جونري ناميجاتا                                 | أيومي مياموتو مانا أيوكاوا              | شيهو أكيتا ميشيكا أوزيكي سوزان بانديتشي هيرومي آبي                                   |
| 8 أكتوبر  | ماكينوهارا (شيزوكا)، اليابان سجادة $25،000 قرعة المباريات الفردية والزوجية                      | كاناكو موريساكي مينوري يونيهارا 6–3، 6–1                         | شيناتسو شيميزو رامو أويدا                      | أيومي مياموتو مانا أيوكاوا              | شيهو أكيتا ميشيكا أوزيكي سوزان بانديتشي هيرومي آبي                                   |
| 8 أكتوبر  | لاغوس، نيجيريا ملعب صلب $25،000 قرعة المباريات الفردية والزوجية                                 | برانجالا يادلابالي 6–1، 7–6(7–2)                                 | كوني بيرين                                     | ريا بهاتيا جوليا تيرزيسكا               | تيريزا ميهاليكوفا ناستجا كولار سوزان سيليك دينيز خازانيوك                            |
| 8 أكتوبر  | لاغوس، نيجيريا ملعب صلب $25،000 قرعة المباريات الفردية والزوجية                                 | جوليا تيرزيسكا روزالي فان دير هوك 6–4، 6–4                       | ميريل هودت نوا لياو أ فنج                      | ريا بهاتيا جوليا تيرزيسكا               | تيريزا ميهاليكوفا ناستجا كولار سوزان سيليك دينيز خازانيوك                            |
| 8 أكتوبر  | أوبيدوس، البرتغال سجادة $25،000 قرعة المباريات الفردية والزوجية                                 | تيريزا مارتينكوفا 7–6(7–3)، 6–3                                  | كاتارزينا كاوا                                 | ليزا سابينو ميكايلا كرايتشيك            | كريستينا بوكشا ناتاليا كوستيتش إيلينا غابرييلا روس مانكا بيسلاك                      |
| 8 أكتوبر  | أوبيدوس، البرتغال سجادة $25،000 قرعة المباريات الفردية والزوجية                                 | ميكايلا كرايتشيك إنغريد نيل 6–2، 6–2                             | كريستينا بوكشا ديانا مارسنكفيتشا               | ليزا سابينو ميكايلا كرايتشيك            | كريستينا بوكشا ناتاليا كوستيتش إيلينا غابرييلا روس مانكا بيسلاك                      |
| 8 أكتوبر  | ريبا-روخا دي توريا، إسبانيا ملعب ترابي $25،000 قرعة المباريات الفردية والزوجية                  | ماري بينوا 6–0، 7–6(7–2)                                         | أليونا بولسوفا زادوينوف                        | آنا بوندار إيرينا فيتيكاو               | مريم بولغارو أندريا لاثارو غارسيا ريناتا زارازوا إستريلا كابيزا كانديلا              |
| 8 أكتوبر  | ريبا-روخا دي توريا، إسبانيا ملعب ترابي $25،000 قرعة المباريات الفردية والزوجية                  | أليونا بولسوفا زادوينوف ديسبينا باباميتشايل 6–2، 6–2             | مارينا باسولس ريبييرا أنجيلا فيتا بولودا       | آنا بوندار إيرينا فيتيكاو               | مريم بولغارو أندريا لاثارو غارسيا ريناتا زارازوا إستريلا كابيزا كانديلا              |
| 8 أكتوبر  | شرم الشيخ، مصر ملعب صلب $15،000 قرعة المباريات الفردية والزوجية                                 | جاكلين كاباج أواد 7–5، 6–3                                       | لميس الحسين عبد العزيز                         | كارولينا بيرانكوفا باربورا ميكلوفا      | إيفانا توبكيك يلينا ستويانوفيتش بربارا بونيتش أناستاسيا سوخوتينا                     |
| 8 أكتوبر  | شرم الشيخ، مصر ملعب صلب $15،000 قرعة المباريات الفردية والزوجية                                 | بربارا بونيتش يلينا ستويانوفيتش 6–4، 6–1                         | علا أبو ذكري إلينا-تيودورا كادار               | كارولينا بيرانكوفا باربورا ميكلوفا      | إيفانا توبكيك يلينا ستويانوفيتش بربارا بونيتش أناستاسيا سوخوتينا                     |
| 8 أكتوبر  | عسقلان، إسرائيل ملعب صلب $15،000 قرعة المباريات الفردية والزوجية                                | مايا تاهان 6–4، 6–3                                              | آنا بريبيلوفا                                  | لينا غلوشكو كاتارينا كوزموفا            | أناستاسيا بريبيلوفا أدريان ناغي سادافموه توليبوفا ديا إفتيموفا                       |
| 8 أكتوبر  | عسقلان، إسرائيل ملعب صلب $15،000 قرعة المباريات الفردية والزوجية                                | أناستاسيا بريبيلوفا آنا بريبيلوفا 7–5، 6–4                       | دوركا دراهوتا-سابو أدريان ناغي                 | لينا غلوشكو كاتارينا كوزموفا            | أناستاسيا بريبيلوفا أدريان ناغي سادافموه توليبوفا ديا إفتيموفا                       |
| 8 أكتوبر  | المنستير، تونس ملعب صلب $15،000 قرعة المباريات الفردية والزوجية                                 | إيلونا جورجيانا جيرواي 6–3، 4–1، انسحب.                          | ميغالي كيمبين                                  | ميريانا تونا كونستانس سيبيل             | سيلفيا نجيريتش جيسيكا هو إيمانويل جيرارد كيليا لي بيان                               |
| 8 أكتوبر  | المنستير، تونس ملعب صلب $15،000 قرعة المباريات الفردية والزوجية                                 | سيلفيا نجيريتش ميريانا تونا 1–6، 7–6(7–2)، [10–4]                | أميرة بن عيسى إيلين جينوفيزي                   | ميريانا تونا كونستانس سيبيل             | سيلفيا نجيريتش جيسيكا هو إيمانويل جيرارد كيليا لي بيان                               |
| 8 أكتوبر  | أنطاليا، تركيا ملعب صلب $15،000 قرعة المباريات الفردية والزوجية                                 | جورجيا كراتشون 7–5، 5–7، 7–6(11–9)                               | ماغدالينا بانتوشكوفا                           | دراغينيا فوكوفيتش إليسا فانلانجيندونك   | يوهانا ماركوفا ميليس سيزر إيبيك أوز داريا نازاركينا                                  |
| 8 أكتوبر  | أنطاليا، تركيا ملعب صلب $15،000 قرعة المباريات الفردية والزوجية                                 | جورجيا كراتشون ألينا فومينا 7–5، 7–6(7–4)                        | جيمري أنيل ميليس سيزر                          | دراغينيا فوكوفيتش إليسا فانلانجيندونك   | يوهانا ماركوفا ميليس سيزر إيبيك أوز داريا نازاركينا                                  |
| 15 أكتوبر | Suzhou Ladies Open سوجو (مدينة)، الصين ملعب صلب $100،000 فردي – زوجي                            | تشينغ سيساي 7–5، 6–1                                             | يانا كابلوفا                                   | فيكتوريا توموفا أنهيلينا كالينينا       | أرينا روديونوفا كاتي بولتر ناو هيبينو هان زينيون                                     |
| 15 أكتوبر | Suzhou Ladies Open سوجو (مدينة)، الصين ملعب صلب $100،000 فردي – زوجي                            | ميساكي دوي ناو هيبينو 6–2، 6–3                                   | لوكسيكا كومخوم بينجتارن بليبويتش               | فيكتوريا توموفا أنهيلينا كالينينا       | أرينا روديونوفا كاتي بولتر ناو هيبينو هان زينيون                                     |
| 15 أكتوبر | Open de Touraine Joué-lès-Tours، فرنسا ملعب صلب (داخلي) $25،000 قرعة المباريات الفردية والزوجية | كلوي باكيوت 7–6(7–5)، 6–2                                        | ميرتل جورج                                     | تيساه أندريانجافيتريمو أماندين هيس      | ديانا مارسنكفيتشا Julie Gervais بيبيان ويجيرس ماجدالينا فريتش                        |
| 15 أكتوبر | Open de Touraine Joué-lès-Tours، فرنسا ملعب صلب (داخلي) $25،000 قرعة المباريات الفردية والزوجية | ماجدالينا فريتش بيبيان ويجيرس 5–7، 6–2، [10–3]                   | Miriam Kolodziejová Jesika Malečková           | تيساه أندريانجافيتريمو أماندين هيس      | ديانا مارسنكفيتشا Julie Gervais بيبيان ويجيرس ماجدالينا فريتش                        |
| 15 أكتوبر | بولا، إيطاليا ملعب ترابي $25،000 قرعة المباريات الفردية والزوجية                                | سارا سوريبس تورمو 6–4، 6–3                                       | أمينة أنشب                                     | أناستازيا جريمالسكا ما شيويي            | يلينا إن-ألبون دانكا كوفينتش كارولينا ألفيس كريستينا دينو                            |
| 15 أكتوبر | بولا، إيطاليا ملعب ترابي $25،000 قرعة المباريات الفردية والزوجية                                | مارتينا كولميجنا فديريكا دي سارا 6–4، 7–6(7–1)                   | ليا بوشكوفيتش كريستينا دينو                    | أناستازيا جريمالسكا ما شيويي            | يلينا إن-ألبون دانكا كوفينتش كارولينا ألفيس كريستينا دينو                            |
| 15 أكتوبر | هاماماتسو، اليابان سجادة $25،000 قرعة المباريات الفردية والزوجية                                | أيانو شيميزو 6–3، 6–4                                            | مانا أيوكاوا                                   | جونري ناميجاتا ريكو ساواياناغي          | مي ياماغوتشي نعومي شونغ سوزان بانديتشي مارينا يودانوف                                |
| 15 أكتوبر | هاماماتسو، اليابان سجادة $25،000 قرعة المباريات الفردية والزوجية                                | إيرينا هاياشي مِيهارو إيمانيشي 7–5، 6–4                           | موموكو كوبوري أيانو شيميزو                     | جونري ناميجاتا ريكو ساواياناغي          | مي ياماغوتشي نعومي شونغ سوزان بانديتشي مارينا يودانوف                                |
| 15 أكتوبر | إشبيلية، إسبانيا ملعب ترابي $25،000 قرعة المباريات الفردية والزوجية                             | آنا بوندار 6–2، 5–7، 6–2                                         | باشاك إرايدن                                   | جيد سوفراين نوريا باريزاس دياز          | باولا أورمايتشيا داريا ميشينا أندريا لازارو غارسيا أندريا غاميز                      |
| 15 أكتوبر | إشبيلية، إسبانيا ملعب ترابي $25،000 قرعة المباريات الفردية والزوجية                             | أندريا غاميز باولا أورمايتشيا 7–5، 7–6(7–5)                      | باشاك إرايدن أناستاسيا كوماردينا               | جيد سوفراين نوريا باريزاس دياز          | باولا أورمايتشيا داريا ميشينا أندريا لازارو غارسيا أندريا غاميز                      |
| 15 أكتوبر | فلورنس، الولايات المتحدة ملعب صلب $25،000 قرعة المباريات الفردية والزوجية                       | بيانكا أندريسكو 6–4، 2–6، 6–3                                    | ماري أوساكا                                    | كيتي فولينيتس ماريا ماتس                | شيرازاد رياكس باولا كريستينا غونسالفيس روبن أندرسون فرانسواز أبندا                   |
| 15 أكتوبر | فلورنس، الولايات المتحدة ملعب صلب $25،000 قرعة المباريات الفردية والزوجية                       | آنا دانيلينا ألريكك إيكري 6–7(9–11)، 6–2، [10–8]                 | تارا مور كوني بيرين                            | كيتي فولينيتس ماريا ماتس                | شيرازاد رياكس باولا كريستينا غونسالفيس روبن أندرسون فرانسواز أبندا                   |
| 15 أكتوبر | شرم الشيخ، مصر ملعب صلب $15،000 قرعة المباريات الفردية والزوجية                                 | ناستجا كولار 6–1، 6–1                                            | أناستاسيا سوخوتينا                             | إيكاترينا ماكاروفا لينيا مالمكفيست      | باربورا ميكلوفا كاتارزينا بيتاك يلينا ستويانوفيتش كارولينا بيرينكوفا                 |
| 15 أكتوبر | شرم الشيخ، مصر ملعب صلب $15،000 قرعة المباريات الفردية والزوجية                                 | تشيلسي فانهاوت آمبر واشنطن 6–4، 7–6(7–5)                         | أشميثا إيشوارامورثي هسيه يو-تينغ               | إيكاترينا ماكاروفا لينيا مالمكفيست      | باربورا ميكلوفا كاتارزينا بيتاك يلينا ستويانوفيتش كارولينا بيرينكوفا                 |
| 15 أكتوبر | أوفاكيم، إسرائيل ملعب صلب $15،000 قرعة المباريات الفردية والزوجية                               | ديا إفتيموفا 6–4، 3–6، 7–6(8–6)                                  | أناستاسيا بريبيلوفا                            | مايا طه جالاتيا ميسوشوريتو              | يوڤال كيرين هيلي جياڤارا شاهار بيريان رومانا تشيسوفسكا                               |
| 15 أكتوبر | أوفاكيم، إسرائيل ملعب صلب $15،000 قرعة المباريات الفردية والزوجية                               | أناستاسيا بريبيلوفا آنا بريبيلوفا فوز بالسحب                     | آنا ياكوفليفا صدفمه توليبوف                    | مايا طه جالاتيا ميسوشوريتو              | يوڤال كيرين هيلي جياڤارا شاهار بيريان رومانا تشيسوفسكا                               |
| 15 أكتوبر | كانتانهيدة، البرتغال سجاد $15،000 قرعة المباريات الفردية والزوجية                               | مانكا بيسلاك 6–2، 6–1                                            | كارول مونيت                                    | دوركا دراهوتا-سابو جمعة لايرون نافارو   | فرانسيسكا خورخي كريستينا نوفاك آنا بوبسكو أمينات سالي                                |
| 15 أكتوبر | كانتانهيدة، البرتغال سجاد $15،000 قرعة المباريات الفردية والزوجية                               | كاثارينا هيرينج مانكا بيسلاك 6–4، 2–6، [10–8]                    | فرانسيسكا خورخي آنا بوبسكو                     | دوركا دراهوتا-سابو جمعة لايرون نافارو   | فرانسيسكا خورخي كريستينا نوفاك آنا بوبسكو أمينات سالي                                |
| 15 أكتوبر | المنستير، تونس ملعب صلب $15،000 قرعة المباريات الفردية والزوجية                                 | إيلونا جورجيانا غيوراي 6–3، 4–6، 6–1                             | نيكولا تومانوفا                                | دومينيك كارغات فيديريكا براتي           | مانون بيرال جوانا زافادزكا كريستينا هربالوفا أميرة بن عيسى                           |
| 15 أكتوبر | المنستير، تونس ملعب صلب $15،000 قرعة المباريات الفردية والزوجية                                 | إيلونا جورجيانا غيوراي ميريانا تونا 6–2، 6–2                     | دومينيك كارغات أنيك ميلجيرس                    | دومينيك كارغات فيديريكا براتي           | مانون بيرال جوانا زافادزكا كريستينا هربالوفا أميرة بن عيسى                           |
| 15 أكتوبر | أنطاليا، تركيا ملعب صلب 15،000 دولار قرعة المباريات الفردية والزوجية                            | إيما رادوكانو 6–4، 6–2                                           | يوهانا ماركوفا                                 | تيميا جاروشكوفا ألينا فومينا            | ماغدالينا بانتوشكوفا نيكا راديشيتش إليسا فانلانغيندونك جيورجيا كراتشون               |
| 15 أكتوبر | أنطاليا، تركيا ملعب صلب 15،000 دولار قرعة المباريات الفردية والزوجية                            | يوهانا ماركوفا ماغدالينا بانتوشكوفا 6–1، 6–0                     | بولينا غوبينا أناستاسيا فاسيليفا               | تيميا جاروشكوفا ألينا فومينا            | ماغدالينا بانتوشكوفا نيكا راديشيتش إليسا فانلانغيندونك جيورجيا كراتشون               |
| 22 أكتوبر | Internationaux Féminins de la Vienne بواتييه، فرنسا ملعب صلب (داخلي) $80٬000 Singles – Doubles  | فيكتوريا غولوبيتش 3–6، 1–6، 5–7                                  | ناتاليا فيكليانتسيفا                           | مونيكا نيكوليسكو تيريزا سميتكوفا        | بولين بارمنتييه آنا بلينكوفا ماجدالينا فريتش أرانتشا روس                             |
| 22 أكتوبر | Internationaux Féminins de la Vienne بواتييه، فرنسا ملعب صلب (داخلي) $80٬000 Singles – Doubles  | آنا بلينكوفا ألكسندرا بانوفا 1–6، 1–6                            | فيكتوريا غولوبيتش أرانتشا روس                  | مونيكا نيكوليسكو تيريزا سميتكوفا        | بولين بارمنتييه آنا بلينكوفا ماجدالينا فريتش أرانتشا روس                             |
| 22 أكتوبر | Mercer Tennis Classic ماكون، الولايات المتحدة ملعب صلب $80٬000 Singles – Doubles                | فارفارا ليبتشينكو 4–6، 4–6                                       | فيرونيكا سبيد رويج                             | آلي كيك ماري بوزكوفا                    | دانييل لاو كايلا داي هيلي بابتيست جيسيكا بيجلا                                       |
| 22 أكتوبر | Mercer Tennis Classic ماكون، الولايات المتحدة ملعب صلب $80٬000 Singles – Doubles                | كاتي ماكنالي جيسيكا بيجلا 1–6، 7–5، [9–11]                       | آنا دانيلينا إنغريد نيل                        | آلي كيك ماري بوزكوفا                    | دانييل لاو كايلا داي هيلي بابتيست جيسيكا بيجلا                                       |
| 22 أكتوبر | بطولة بنديجو للسيدات الدولية بنديجو، أستراليا ملعب صلب $60،000 فردي – زوجي                      | بريسيلا هون 6–4، 4–6، 7–5                                        | إيلين بيريز                                    | ليزيت كابيرا غابرييلا تايلور            | أبيجيل تيري-أبسا ديستاني أيافا أسترا شارما أوليفيا روجوفسكا                          |
| 22 أكتوبر | بطولة بنديجو للسيدات الدولية بنديجو، أستراليا ملعب صلب $60،000 فردي – زوجي                      | إيلين بيريز أرينا روديونوفا 7–5، 6–1                             | إري هوزمي ريسا أوزاكي                          | ليزيت كابيرا غابرييلا تايلور            | أبيجيل تيري-أبسا ديستاني أيافا أسترا شارما أوليفيا روجوفسكا                          |
| 22 أكتوبر | تشالنجر ساغينيه ساغينيه، كندا ملعب صلب (داخلي) $60،000 فردي – زوجي                              | كاثرين سيبوف 7–6(12–10)، 7–6(7–4)                                | كورين ليموين                                   | داريا لوبيتيتسكايا بيانكا أندريسكو      | كاترينا كوزلوفا جيسيكا بونشيه ريتشل هوجينكامب كوني بيرين                             |
| 22 أكتوبر | تشالنجر ساغينيه ساغينيه، كندا ملعب صلب (داخلي) $60،000 فردي – زوجي                              | تارا مور كوني بيرين 6–0، 5–7، [10–7]                             | شارون فيشمان ماريا سانشيز                      | داريا لوبيتيتسكايا بيانكا أندريسكو      | كاترينا كوزلوفا جيسيكا بونشيه ريتشل هوجينكامب كوني بيرين                             |
| 22 أكتوبر | ناننينغ، الصين ملعب صلب $25،000 قرعة المباريات الفردية والزوجية                                 | هان زينيون 6–4، 2–6، 6–4                                         | كارمان ثاندي                                   | جانغ سو جونج جوليا غلوشكو               | تشانغ كيلين بينجتارن بليبويتش كاتي سوان يلينا ريباكينا                               |
| 22 أكتوبر | ناننينغ، الصين ملعب صلب $25،000 قرعة المباريات الفردية والزوجية                                 | كيم نا-ري يي كيويو 6–3، 6–0                                      | فنغ شو غوه هانيو                               | جانغ سو جونج جوليا غلوشكو               | تشانغ كيلين بينجتارن بليبويتش كاتي سوان يلينا ريباكينا                               |
| 22 أكتوبر | بولا، إيطاليا ملعب ترابي $25،000 قرعة المباريات الفردية والزوجية                                | كاجا جوفان 3–6، 6–1، 6–2                                         | بولينا ليكينا                                  | يلينا إن-ألبون فرناندا بريتو            | نينا بوتوتشنيك أنستازيا زاريتسكا كيارا شول أناستازيا جريمالسكا                       |
| 22 أكتوبر | بولا، إيطاليا ملعب ترابي $25،000 قرعة المباريات الفردية والزوجية                                | فالينتينا إيفاخنينكو أنستازيا زاريتسكا 6–2، 6–4                  | كريستينا دينو كاميلا روساتييللو                | يلينا إن-ألبون فرناندا بريتو            | نينا بوتوتشنيك أنستازيا زاريتسكا كيارا شول أناستازيا جريمالسكا                       |
| 22 أكتوبر | أوسلو، النرويج ملعب صلب (داخلي) $25،000 قرعة المباريات الفردية والزوجية                         | هارييت دارت 6–2، 1–0، تقاعد.                                     | بولا بادوسا جيبرت                              | ليسلي كيرخوف فاليريا سافينيخ            | كاتارزينا بيتر كلوي باكيوت فارفارا غراتشيفا هيلين شلسن                               |
| 22 أكتوبر | أوسلو، النرويج ملعب صلب (داخلي) $25،000 قرعة المباريات الفردية والزوجية                         | هارييت دارت كورنيليا ليستر 7–6(7–3)، 7–5                         | لورا-يوانا أندريه هيلين شلسن                   | ليسلي كيرخوف فاليريا سافينيخ            | كاتارزينا بيتر كلوي باكيوت فارفارا غراتشيفا هيلين شلسن                               |
| 22 أكتوبر | إسطنبول، تركيا ملعب صلب (داخلي) $25،000 قرعة المباريات الفردية والزوجية                         | رالوكا شيربان 6–2، 7–5                                           | نينا ستويانوفيتش                               | لينا جورشيسكا إيلينا غابرييلا روس       | داريا كروشكوفا آنا فرلجيتش بولينا مونوفا تشالا بويوكاكاتشاي                          |
| 22 أكتوبر | إسطنبول، تركيا ملعب صلب (داخلي) $25،000 قرعة المباريات الفردية والزوجية                         | إيكاترينا كازيونوفا بولينا مونوفا 6–3، 6–7(5–7)، [10–6]          | تيريزا مردجا نينا ستويانوفيتش                  | لينا جورشيسكا إيلينا غابرييلا روس       | داريا كروشكوفا آنا فرلجيتش بولينا مونوفا تشالا بويوكاكاتشاي                          |
| 22 أكتوبر | شرم الشيخ، مصر ملعب صلب $15،000 قرعة المباريات الفردية والزوجية                                 | إلينا-تيودورا كادار 6–4، 3–6، 6–0                                | آنا مورجينا                                    | فايديهي تشودري يانتجي تيلبورجر          | أناستازيا فدوفينكو لينييا مالكفيست إيفانا شيبيستوفا جيني دورست                       |
| 22 أكتوبر | شرم الشيخ، مصر ملعب صلب $15،000 قرعة المباريات الفردية والزوجية                                 | آنا مورجينا يلينا ستويانوفيتش 6–3، 6–3                           | أوليانا أيزاتولينا إلينا-تيودورا كادار         | فايديهي تشودري يانتجي تيلبورجر          | أناستازيا فدوفينكو لينييا مالكفيست إيفانا شيبيستوفا جيني دورست                       |
| 22 أكتوبر | لوسادا، البرتغال ملعب صلب (داخلي) $15،000 قرعة المباريات الفردية والزوجية                       | فرانسيسكا خورخي 6–3، 3–6، 7–6(7–4)                               | أوبان دروجيت                                   | كاثرينا هيرنج كارمن شولتيس              | فالنتينا لوسكيالي ماري ماتيل أولجا هيلمي نولييا زيبالوس                              |
| 22 أكتوبر | لوسادا، البرتغال ملعب صلب (داخلي) $15،000 قرعة المباريات الفردية والزوجية                       | كاثرينا هيرنج أولجا باريس أزكويتا 6–2، 6–2                       | فرانسيسكا خورخي ميلايين نودي                   | كاثرينا هيرنج كارمن شولتيس              | فالنتينا لوسكيالي ماري ماتيل أولجا هيلمي نولييا زيبالوس                              |
| 22 أكتوبر | ستوكهولم، السويد ملعب صلب (داخلي) $15،000 قرعة المباريات الفردية والزوجية                       | أنستازيا كوليكوفا 7–5، 6–3                                       | تيفاني ويليام                                  | يكاتيرينا رينجولد ليزا زار              | أليس جيلان مارييلا مينيتتي ميليس ياسار أنجيليكا زورافليفا                            |
| 22 أكتوبر | ستوكهولم، السويد ملعب صلب (داخلي) $15،000 قرعة المباريات الفردية والزوجية                       | ألكسندرا فيكتورفيتش ليزا زار 7–5، 7–5                            | أنستازيا كوليكوفا إيلينا مالوغينا              | يكاتيرينا رينجولد ليزا زار              | أليس جيلان مارييلا مينيتتي ميليس ياسار أنجيليكا زورافليفا                            |
| 22 أكتوبر | المنستير، تونس ملعب صلب $15،000 قرعة المباريات الفردية والزوجية                                 | نيكولا تومانوڤا 7–5، 6–3                                         | سيلفيا نجيريتش                                 | دينيسا هيندوفا ميريل هويدت              | شيراز بشري إيلين جينوفيزي كاثرين شانتراين أنجيليكا راجي                              |
| 22 أكتوبر | المنستير، تونس ملعب صلب $15،000 قرعة المباريات الفردية والزوجية                                 | كريستينا هرابالوفا نيكولا تومانوڤا 6–2، 3–6، [11–9]              | سيلفيا نجيريتش جوانا زوافادزكا                 | دينيسا هيندوفا ميريل هويدت              | شيراز بشري إيلين جينوفيزي كاثرين شانتراين أنجيليكا راجي                              |
| 29 أكتوبر | تحدي آر بي سي برو تايلر، الولايات المتحدة ملعب صلب $80،000 فردي – زوجي                          | ويتني أوسويجوي 6–3، 6–4                                          | بياتريس حداد مايا                              | بيلندا بنشيتش دانييل لاو                | كايلا داي كاتي ماكنالي سيسيل كاراتانتشيفا لورين ديفيس                                |
| 29 أكتوبر | تحدي آر بي سي برو تايلر، الولايات المتحدة ملعب صلب $80،000 فردي – زوجي                          | نيكول غيبس آسيا محمد 3–6، 6–3، [14–12]                           | ديزيراي كراوكيك جوليانا أولموس                 | بيلندا بنشيتش دانييل لاو                | كايلا داي كاتي ماكنالي سيسيل كاراتانتشيفا لورين ديفيس                                |
| 29 أكتوبر | بطولة كانبرا الدولية للتنس كانبرا، أستراليا ملعب صلب $60،000 فردي – زوجي                        | زوي هايفز 6–4، 6–2                                               | أوليفيا روجوفسكا                               | أسترا شارما إيزابيل والاس               | ريسا أوزاكي إيرينا رامياليسون نايكثا بينز كيلا مكفي                                  |
| 29 أكتوبر | بطولة كانبرا الدولية للتنس كانبرا، أستراليا ملعب صلب $60،000 فردي – زوجي                        | إيلين بيريز أرينا روديونوفا 6–7(5–7)، 6–3، [10–7]                | ديستاني أيافا نايكثا بينز                      | أسترا شارما إيزابيل والاس               | ريسا أوزاكي إيرينا رامياليسون نايكثا بينز كيلا مكفي                                  |
| 29 أكتوبر | تحدي تيفلين للسيدات تورونتو، كندا ملعب صلب (داخلي) $60،000 فردي – زوجي                          | كيرين ليموين 6–2، 6–3                                            | كاتيرينا كوزلوفا                               | جيسيكا بونشيه بيانكا أندريسكو           | شيرازاد ريكس كيمبرلي زيمرمان روبن أندرسون داريا لوباتيتسكايا                         |
| 29 أكتوبر | تحدي تيفلين للسيدات تورونتو، كندا ملعب صلب (داخلي) $60،000 فردي – زوجي                          | شارون فيشمان ماريا سانشيز 6–0، 6–4                               | ماجا شفالتسكا إليتسا كوستوفا                   | جيسيكا بونشيه بيانكا أندريسكو           | شيرازاد ريكس كيمبرلي زيمرمان روبن أندرسون داريا لوباتيتسكايا                         |
| 29 أكتوبر | تحدي ليوشو الدولي ليوشو، الصين ملعب صلب $60،000 فردي – زوجي                                     | وانغ يافان 6–4، 6–2                                              | هان نا لاي                                     | كاتي سوان وانغ شينيو                    | تشانغ كيلين يو إكسياودي ليو فانجزو سارة ريبيكا سيكولك                                |
| 29 أكتوبر | تحدي ليوشو الدولي ليوشو، الصين ملعب صلب $60،000 فردي – زوجي                                     | يوديس تشونغ يي كيويو 7–5، 6–3                                    | كانغ جياشي لي سو را                            | كاتي سوان وانغ شينيو                    | تشانغ كيلين يو إكسياودي ليو فانجزو سارة ريبيكا سيكولك                                |
| 29 أكتوبر | نانت المفتوح نانت، فرنسا ملعب صلب (داخلي) $25،000 قرعة المباريات الفردية والزوجية               | تيميا باشينسكي 6–4، 3–6، 6–1                                     | أماندين هيس                                    | بولينا مونوفا أكجول أمانمورادوف         | جيمي لوب مالوري نويل تيس سونجاو لو أدلر                                              |
| 29 أكتوبر | نانت المفتوح نانت، فرنسا ملعب صلب (داخلي) $25،000 قرعة المباريات الفردية والزوجية               | إستيل كاسينو إليكسان ليتشيميا 7–5، 6–4                           | أكجول أمانمورادوف ألينا سيليش                  | بولينا مونوفا أكجول أمانمورادوف         | جيمي لوب مالوري نويل تيس سونجاو لو أدلر                                              |
| 29 أكتوبر | بولا، إيطاليا ملعب ترابي $25،000 قرعة المباريات الفردية والزوجية                                | فالينتينا إيفاخنينكو 6–2، 6–1                                    | بيا تشوك                                       | مارتينا تريفيسان ليا بوشكوفيتش          | جانا بوزنيخيرينكو مارتينا كارغرو ديان باري كريستينا إنيه                             |
| 29 أكتوبر | بولا، إيطاليا ملعب ترابي $25،000 قرعة المباريات الفردية والزوجية                                | كريستينا دينو أندريا ميتو انسحاب                                 | فيديريكا دي سارا أناستازيا جريمالسكا           | مارتينا تريفيسان ليا بوشكوفيتش          | جانا بوزنيخيرينكو مارتينا كارغرو ديان باري كريستينا إنيه                             |
| 29 أكتوبر | بيتانج، لوكسمبورغ ملعب صلب (داخلي) $25،000 قرعة المباريات الفردية والزوجية                      | ماندي مينلا 6–2، 6–1                                             | هيلين شولسن                                    | نينا ستويانوفيتش إيكاترينا ياشينا       | إيزابيلا شنيكوفا ميكايلا كرايتشيك جوهانا ماركوفا إليونورا مولينارو                   |
| 29 أكتوبر | بيتانج، لوكسمبورغ ملعب صلب (داخلي) $25،000 قرعة المباريات الفردية والزوجية                      | أنستاسيا بريبيولوفا نينا ستويانوفيتش 2–6، 6–2، [10–8]            | كاتارزينا بيتر شانتال شكاملوفا                 | نينا ستويانوفيتش إيكاترينا ياشينا       | إيزابيلا شنيكوفا ميكايلا كرايتشيك جوهانا ماركوفا إليونورا مولينارو                   |
| 29 أكتوبر | سانت كوجات ديل فاليس، إسبانيا ملعب ترابي $25،000 قرعة المباريات الفردية والزوجية                | أولغا سايز لارا 6–1، 1–0، ret.                                   | أندريا روسكا                                   | ريبيكا ماساروفا مارينا باسولس ريبايرا   | جايد سوفريجن كريستينا بوكشا إيفون كافالي رييمرز أندريا غاميز                         |
| 29 أكتوبر | سانت كوجات ديل فاليس، إسبانيا ملعب ترابي $25،000 قرعة المباريات الفردية والزوجية                | مريام بولغارو نيكوليتا داسكالو 6–1، 4–6، [10–7]                  | أندريا روسكا ريناتا زارازوا                    | ريبيكا ماساروفا مارينا باسولس ريبايرا   | جايد سوفريجن كريستينا بوكشا إيفون كافالي رييمرز أندريا غاميز                         |
| 29 أكتوبر | ويرال، المملكة المتحدة ملعب صلب (داخلي) $25،000 قرعة المباريات الفردية والزوجية                 | ديانا مارسنكفيتشا 7–6(7–2)، 0–6، 7–6(7–4)                        | أرانتشا روس                                    | فاليريا سافينيخ إيما رادوكانو           | لورا-إيوانا أندري هارموني تان تشالا بويوكاكاتشاي غريت مينين                          |
| 29 أكتوبر | ويرال، المملكة المتحدة ملعب صلب (داخلي) $25،000 قرعة المباريات الفردية والزوجية                 | فريا كريستي فاليريا سافينيخ 6–4، 7–5                             | سارة بيث غري أوليفيا نيكولز                    | فاليريا سافينيخ إيما رادوكانو           | لورا-إيوانا أندري هارموني تان تشالا بويوكاكاتشاي غريت مينين                          |
| 29 أكتوبر | شرم الشيخ، مصر ملعب صلب $15،000 قرعة المباريات الفردية والزوجية                                 | آنا مورجينا 6–2، 6–7(6–8)، 6–1                                   | ساندي مارتي                                    | يلينا سيميتش أناستاسيا شوشينا           | إلينا-تيودورا كادار أغوستينا شيلباك أناستازيا فدوفينكو يكاترينا ماكاروفا             |
| 29 أكتوبر | شرم الشيخ، مصر ملعب صلب $15،000 قرعة المباريات الفردية والزوجية                                 | علا أبو ذكري ليندا برينكوفيتش 6–4، 6–1                           | غابرييلا موجان مارغريت تيمرمانز                | يلينا سيميتش أناستاسيا شوشينا           | إلينا-تيودورا كادار أغوستينا شيلباك أناستازيا فدوفينكو يكاترينا ماكاروفا             |
| 29 أكتوبر | كاندية، اليونان ملعب ترابي $15،000 قرعة المباريات الفردية والزوجية                              | زينيا كنول 6–2، 7–5                                              | أني فانجيلوفا                                  | هايلي جايارا جوسي كولمان                | مايا تهان داريا أستاخوفا غالاتيا ميسوكوريتو إليني ميتسنتليتزي                        |
| 29 أكتوبر | كاندية، اليونان ملعب ترابي $15،000 قرعة المباريات الفردية والزوجية                              | وانا جافريلا مايا تهان 6–3، 1–6، [10–3]                          | آنا هيرتل زينيا كنول                           | هايلي جايارا جوسي كولمان                | مايا تهان داريا أستاخوفا غالاتيا ميسوكوريتو إليني ميتسنتليتزي                        |
| 29 أكتوبر | مدينة مكسيكو، المكسيك ملعب صلب $15،000 قرعة المباريات الفردية والزوجية                          | أناستاسيا ريغاجوفا 6–3، 7–5                                      | شارلوت تشافاتيبو                               | أليس غارسيا ميليسا موراليس              | كيرستن-أندريا ويدون روشري ويجيسونديرا رافايل لاكاس ماريا فرناندا كارفاخال ألتاميرانو |
| 29 أكتوبر | مدينة مكسيكو، المكسيك ملعب صلب $15،000 قرعة المباريات الفردية والزوجية                          | جيسيكا هينوجوسا غوميز أناستاسيا ريغاجوفا 6–1، 6–4                | ماريا فرناندا كارفاخال ألتاميرانو رافايل لاكاس | أليس غارسيا ميليسا موراليس              | كيرستن-أندريا ويدون روشري ويجيسونديرا رافايل لاكاس ماريا فرناندا كارفاخال ألتاميرانو |
| 29 أكتوبر | لوسادا، البرتغال ملعب صلب (داخلي) $15،000 قرعة المباريات الفردية والزوجية                       | فرانسيسكا خورخي 7–6(7–3)، 6–0                                    | ألبا كاريلو مارين                              | إيوانا لوريدانا روسكا بولا كانيا        | كاترينا تسيغوروفا ماريا إينيس فونتي نويليا زيبالوس أوبان دروغيه                      |
| 29 أكتوبر | لوسادا، البرتغال ملعب صلب (داخلي) $15،000 قرعة المباريات الفردية والزوجية                       | أولغا باريس أزكويتا إيوانا لوريدانا روسكا 6–2، 6–2               | ألبا كاريلو مارين نويليا زيبالوس               | إيوانا لوريدانا روسكا بولا كانيا        | كاترينا تسيغوروفا ماريا إينيس فونتي نويليا زيبالوس أوبان دروغيه                      |
| 29 أكتوبر | ستوكهولم، السويد ملعب صلب (داخلي) $15،000 قرعة المباريات الفردية والزوجية                       | أنستاسيا كوليكوفا 6–7(5–7)، 6–2، 6–4                             | جاكلين كاباج أواد                              | تيفاني ويليام أنجلينا زورافليفا         | إلينا مالوجينا إيكاترينا رينغولد إلينا فيخريانوفا أونا أوربانا                       |
| 29 أكتوبر | ستوكهولم، السويد ملعب صلب (داخلي) $15،000 قرعة المباريات الفردية والزوجية                       | آنا ماخوركينا أونا أوربانا انسحاب                                | أنيت مونوزوفا شالين-دورين بيبا                 | تيفاني ويليام أنجلينا زورافليفا         | إلينا مالوجينا إيكاترينا رينغولد إلينا فيخريانوفا أونا أوربانا                       |
| 29 أكتوبر | نونتابوري، تايلاند ملعب صلب $15،000 قرعة المباريات الفردية والزوجية                             | لي هوا-تشن 6–4، 6–4                                              | نودنيدا لوانجنام                               | أنشيسا تشانتا لي يا-هسين                | واتسانشول سواتدي كيم سي-هيون تشانيكارن سيلاكول تاماشان مومكونتود                     |
| 29 أكتوبر | نونتابوري، تايلاند ملعب صلب $15،000 قرعة المباريات الفردية والزوجية                             | شومبوثيب جوندكتي لي هوا-تشن 6–1، 6–3                             | داريا ديتكوفسكايا سوابيتش كويرام               | أنشيسا تشانتا لي يا-هسين                | واتسانشول سواتدي كيم سي-هيون تشانيكارن سيلاكول تاماشان مومكونتود                     |
| 29 أكتوبر | المنستير، تونس ملعب صلب $15،000 قرعة المباريات الفردية والزوجية                                 | أنجيليكا راجي 5–7، 6–1، 6–3                                      | جوليا كريسنتزي                                 | تمارا تشروفيتش دنيزا هيندوفا            | كارولين روميو زيتا كوفاتش بولينا كوزيريفا إليسا فانلانجندونك                         |
| 29 أكتوبر | المنستير، تونس ملعب صلب $15،000 قرعة المباريات الفردية والزوجية                                 | تمارا تشروفيتش إليسا فانلانجندونك 6–0، 6–3                       | جيسي آني أوليفيا سونكوس-ويليامز                | تمارا تشروفيتش دنيزا هيندوفا            | كارولين روميو زيتا كوفاتش بولينا كوزيريفا إليسا فانلانجندونك                         |
| 29 أكتوبر | أنطاليا، تركيا ملعب صلب $15،000 قرعة المباريات الفردية والزوجية                                 | مارتا ليسنياك 6–1، 6–1                                           | فرانسيسكا سيدات                                | بولينا غولوبوفسكايا أيوانا غاسبار إيفان | زينب سونميز إيبك أوز جيمير أنيل نوريا برانكاتشيو                                     |
| 29 أكتوبر | أنطاليا، تركيا ملعب صلب $15،000 قرعة المباريات الفردية والزوجية                                 | أيوانا غاسبار إيفان غابرييلا نيكول تاتاروش 6–7(3–7)، 7–5، [10–4] | إيبك أوز ميليس سيزر                            | بولينا غولوبوفسكايا أيوانا غاسبار إيفان | زينب سونميز إيبك أوز جيمير أنيل نوريا برانكاتشيو                                     |

### نوفمبر
| الأسبوع   | البطولة | الفائزات                                                                         | الوصيفات                                                                         | المتأهلات لنصف النهائي                                                      | المتأهلات لربع النهائي                                                       |
| --------- | --- | -------------------------------------------------------------------------------- | -------------------------------------------------------------------------------- | --------------------------------------------------------------------------- | ---------------------------------------------------------------------------- |
| 5 نوفمبر  | Shenzhen Longhua Open شنجن (الصين)، الصين ملعب صلب $100،000 فردي – زوجي                                                      | إيفانا جوروفيتش 6–3، 2–6، 6–4                                                    | تشينغ سيساي                                                                      | ميساكي دوي دانكا كوفينتش                                                    | فالنتيني جراماتيكوبولو لوكسيكا كومخوم كارول تشاو وانغ يافان                  |
| 5 نوفمبر  | Shenzhen Longhua Open شنجن (الصين)، الصين ملعب صلب $100،000 فردي – زوجي                                                      | شاكو أوياما يانغ زاوكسوان 6–2، 6–3                                               | تشوي جي-هي لوكسيكا كومخوم                                                        | ميساكي دوي دانكا كوفينتش                                                    | فالنتيني جراماتيكوبولو لوكسيكا كومخوم كارول تشاو وانغ يافان                  |
| 5 نوفمبر  | Red Rock Pro Open لاس فيغاس، الولايات المتحدة ملعب صلب $80،000 فردي – زوجي                                                   | بيلندا بنشيتش 7–5، 6–1                                                           | نيكول غيبس                                                                       | كرامي نارا جوليانا أولموس                                                   | ماري بوزكوفا فيرونيكا سبيد رويج فاني ستولار دانييل لاو                       |
| 5 نوفمبر  | Red Rock Pro Open لاس فيغاس، الولايات المتحدة ملعب صلب $80،000 فردي – زوجي                                                   | آسيا محمد ماريا سانشيز 6–3، 6–4                                                  | صوفي تشانغ ألكسندرا مولر                                                         | كرامي نارا جوليانا أولموس                                                   | ماري بوزكوفا فيرونيكا سبيد رويج فاني ستولار دانييل لاو                       |
| 5 نوفمبر  | Copa LP Chile Hacienda Chicureo كولينا، تشيلي ملعب ترابي $60،000 Singles – Doubles                                           | شو شيلين 7–5، 6–3                                                                | باولا أورمايتشيا                                                                 | باربرا غاتيكا لويزا ستيفاني                                                 | كاثرينا هوبغارسكي فرناندا بريتو بانا أودفاردي أليكسا غاراشي                  |
| 5 نوفمبر  | Copa LP Chile Hacienda Chicureo كولينا، تشيلي ملعب ترابي $60،000 Singles – Doubles                                           | كوين جليسون لويزا ستيفاني 6–0، 4–6، [10–7]                                       | باربرا غاتيكا ريبيكا برييرا                                                      | باربرا غاتيكا لويزا ستيفاني                                                 | كاثرينا هوبغارسكي فرناندا بريتو بانا أودفاردي أليكسا غاراشي                  |
| 5 نوفمبر  | مينسك، بيلاروس ملعب صلب (داخلي) $25،000 قرعة المباريات الفردية والزوجية                                                      | يوليا هاتاوكا 7–5، 7–5                                                           | رالوكا سيربان                                                                    | كاتارزينا بيتر بولينا مونوفا                                                | سوزان بانديتشي بيرفو سينجيز كاتارزينا كاوا ماريام بولكفادزه                  |
| 5 نوفمبر  | مينسك، بيلاروس ملعب صلب (داخلي) $25،000 قرعة المباريات الفردية والزوجية                                                      | كرمن إيلونا إيرينا شيمانوفيتش 6–3، 7–6(7–3)                                      | بولينا مونوفا يانا سيزيكوفا                                                      | كاتارزينا بيتر بولينا مونوفا                                                | سوزان بانديتشي بيرفو سينجيز كاتارزينا كاوا ماريام بولكفادزه                  |
| 5 نوفمبر  | GB Pro-Series Shrewsbury شروزبري (المملكة المتحدة)، المملكة المتحدة ملعب صلب (داخلي) $25،000 قرعة المباريات الفردية والزوجية | مايا لومسدن 6–1، 4–6، 6–3                                                        | فاليريا سافينيخ                                                                  | غريت مينين بيمرا أوزجن                                                      | أرانتشا روس باربارا هاس غيوما مارستاني لاورا-إيوانا أندري                    |
| 5 نوفمبر  | GB Pro-Series Shrewsbury شروزبري (المملكة المتحدة)، المملكة المتحدة ملعب صلب (داخلي) $25،000 قرعة المباريات الفردية والزوجية | سارة بيث غري أوليفيا نيكولز 0–6، 6–3، [10–4]                                     | تايسيا مورديرجير يانا مورديرجير                                                  | غريت مينين بيمرا أوزجن                                                      | أرانتشا روس باربارا هاس غيوما مارستاني لاورا-إيوانا أندري                    |
| 5 نوفمبر  | لورانس، الولايات المتحدة ملعب صلب (داخلي) $25،000 قرعة المباريات الفردية والزوجية                                            | كاتي ماكنالي 6–2، 6–2                                                            | كاثرين هاريسون                                                                   | رومي كولزر إينا شيبهارا                                                     | بيانكا أندريسكو إيما نافارو كاتي فولينيتس هسو تشيه يو                        |
| 5 نوفمبر  | لورانس، الولايات المتحدة ملعب صلب (داخلي) $25،000 قرعة المباريات الفردية والزوجية                                            | فلاديكا بابيتش إينا شيبهارا 6–4، 6–2                                             | آنا دانيلينا كيسينيا لاسكوتوفا                                                   | رومي كولزر إينا شيبهارا                                                     | بيانكا أندريسكو إيما نافارو كاتي فولينيتس هسو تشيه يو                        |
| 5 نوفمبر  | كوكوتا، كولومبيا ملعب ترابي $15،000 قرعة المباريات الفردية والزوجية                                                          | ماريا كاميلا أوسوريو سيرانو 6–3، 7–6(7–2)                                        | يوليانا ليزارازو                                                                 | جيسيكا بلازاس ماريا بولينا بيريز                                            | شيلبي تالكوت رافاييل لاكاس أودري آن بلاكيلي نيكيتا أوبيروي                   |
| 5 نوفمبر  | كوكوتا، كولومبيا ملعب ترابي $15،000 قرعة المباريات الفردية والزوجية                                                          | ماريا بولينا بيريز باولا أندريا بيريز 6–1، 6–1                                   | آنا ماريا بيسيرا دانييلا كارييو                                                  | جيسيكا بلازاس ماريا بولينا بيريز                                            | شيلبي تالكوت رافاييل لاكاس أودري آن بلاكيلي نيكيتا أوبيروي                   |
| 5 نوفمبر  | شرم الشيخ، مصر ملعب صلب $15،000 قرعة المباريات الفردية والزوجية                                                              | اناستاسيا شوشينا 7–5، 7–5                                                        | آنا مورجينا                                                                      | ساندرا سمير أناستازيا فدوفينكو                                              | يلينا سيميتش فيكتوريا كالايتزيس ألكسندرا بيتاك كاتارزينا بيتاك               |
| 5 نوفمبر  | شرم الشيخ، مصر ملعب صلب $15،000 قرعة المباريات الفردية والزوجية                                                              | آنا مورجينا اناستاسيا شوشينا 3–6، 6–3، [10–5]                                    | ايلينا-تيودورا كادار يلينا سيميتش                                                | ساندرا سمير أناستازيا فدوفينكو                                              | يلينا سيميتش فيكتوريا كالايتزيس ألكسندرا بيتاك كاتارزينا بيتاك               |
| 5 نوفمبر  | هيراكليون، اليونان ملعب ترابي 15٬000 دولار قرعة المباريات الفردية والزوجية                                                   | آنا يوريك 6–2، 1–6، 6–2                                                          | داريا أستاخوفا                                                                   | زينيا كنول مايا تهان                                                        | الينا نيبيلي اوانا جافريلا ميرا أنتونيتش ميكايلا بويف                        |
| 5 نوفمبر  | هيراكليون، اليونان ملعب ترابي 15٬000 دولار قرعة المباريات الفردية والزوجية                                                   | آنا أركاديانو الينا نيبيلي 6–3، 7–6(7–3)                                         | ميرا أنتونيتش سارة نيكوسيفيك                                                     | زينيا كنول مايا تهان                                                        | الينا نيبيلي اوانا جافريلا ميرا أنتونيتش ميكايلا بويف                        |
| 5 نوفمبر  | كوردينونز، ايطاليا ملعب ترابي (داخلي) 15٬000 دولار قرعة المباريات الفردية والزوجية                                           | أناستازيا جريمالسكا 6–1، 6–2                                                     | اناستاسيا بيانجيرلي                                                              | آنه شيفر نيكا راديشيتش                                                      | لورا شايدر فيرينا هوفر كاميلا سكالا ايزابيللا تشيركيس زاد                    |
| 5 نوفمبر  | كوردينونز، ايطاليا ملعب ترابي (داخلي) 15٬000 دولار قرعة المباريات الفردية والزوجية                                           | لوسيا برونزيتي أناستازيا جريمالسكا 7–5، 7–5                                      | فيرين هوفر ماريا فيتوريا فيفياني                                                 | آنه شيفر نيكا راديشيتش                                                      | لورا شايدر فيرينا هوفر كاميلا سكالا ايزابيللا تشيركيس زاد                    |
| 5 نوفمبر  | بني العروس، اسبانيا ملعب ترابي 15٬000 دولار قرعة المباريات الفردية والزوجية                                                  | ألينا تشاريفا 6–1، 6–2                                                           | جوليا بايولا                                                                     | جيما ليرون نافارو بولا أرياس مانخون                                         | إيوانا لوريدانا روسكا جولييت ستوير أماندا كاريراس هيلين بيليكانو             |
| 5 نوفمبر  | بني العروس، اسبانيا ملعب ترابي 15٬000 دولار قرعة المباريات الفردية والزوجية                                                  | جيما ليرون نافارو روزا فيسينس ماس 7–6(9–7)، 6–3                                  | نويليا بوزو زانوتي إيوانا لوريدانا روسكا                                         | جيما ليرون نافارو بولا أرياس مانخون                                         | إيوانا لوريدانا روسكا جولييت ستوير أماندا كاريراس هيلين بيليكانو             |
| 5 نوفمبر  | نونتابوري، تايلاند ملعب صلب $15،000 قرعة المباريات الفردية والزوجية                                                          | لي هوا تشين 6–4، 6–1                                                             | أنشيسا تشانتا                                                                    | بوناوي ثامشاوات مانا أيوكاوا                                                | زيل ديساي سوزان لامنس ماجي نغ جوانا جارلاند                                  |
| 5 نوفمبر  | نونتابوري، تايلاند ملعب صلب $15،000 قرعة المباريات الفردية والزوجية                                                          | تشامبوتيب جونداكيت تاماشان مومكونتود 6–3، 6–4                                    | سوزان لامنس نينا ستادلر                                                          | بوناوي ثامشاوات مانا أيوكاوا                                                | زيل ديساي سوزان لامنس ماجي نغ جوانا جارلاند                                  |
| 5 نوفمبر  | المنستير، تونس ملعب صلب $15،000 قرعة المباريات الفردية والزوجية                                                              | جاكلين كاباج أواد 5–7، 6–3، 6–4                                                  | سارة لي                                                                          | ميرينا تونا تمارا تشروفيتش                                                  | نورا أيالا سيرا إليسا فانلانجندونك بويانا مارينكوفيتش أدريانا رايكوفيتش      |
| 5 نوفمبر  | المنستير، تونس ملعب صلب $15،000 قرعة المباريات الفردية والزوجية                                                              | ميا إكلوند بويانا مارينكوفيتش 6–1، 7–6(10–8)                                     | تمارا تشروفيتش إليسا فانلانجندونك                                                | ميرينا تونا تمارا تشروفيتش                                                  | نورا أيالا سيرا إليسا فانلانجندونك بويانا مارينكوفيتش أدريانا رايكوفيتش      |
| 5 نوفمبر  | أنطاليا، تركيا ملعب صلب $15،000 قرعة المباريات الفردية والزوجية                                                              | داريا سنيغور 3–6، 7–6(7–3)، 6–3                                                  | زينب سونميز                                                                      | أغنس بوكته إيلاي يوروك                                                      | ميليس سيزر مارتا ليشنيك إيبيك أوز ديا إفتيموفا                               |
| 5 نوفمبر  | أنطاليا، تركيا ملعب صلب $15،000 قرعة المباريات الفردية والزوجية                                                              | أغنس بوكته ديا إفتيموفا 6–3، 3–6، [11–9]                                         | فيرونيكا بيبيلايفا أناستاسيا تيخونوفا                                            | أغنس بوكته إيلاي يوروك                                                      | ميليس سيزر مارتا ليشنيك إيبيك أوز ديا إفتيموفا                               |
| 12 نوفمبر | مظفر نجر، الهند عشبي $25،000 قرعة المباريات الفردية والزوجية                                                                 | ناتاليا كوستيتش 6–2، 1–3، انسحاب                                                 | تيريزا ميهاليكوفا                                                                | هيروكو كواتا ناستجا كولار                                                   | ألديا سوتجيادي سارة-ريبيكا سيكوليك ألكساندرينا نايدينوفا كيوكا أوكامورا      |
| 12 نوفمبر | مظفر نجر، الهند عشبي $25،000 قرعة المباريات الفردية والزوجية                                                                 | ألديا سوتجيادي وانغ داني 7–6(8–6)، 7–5                                           | كيوكا أوكامورا ميتشيكا أوزيكي                                                    | هيروكو كواتا ناستجا كولار                                                   | ألديا سوتجيادي سارة-ريبيكا سيكوليك ألكساندرينا نايدينوفا كيوكا أوكامورا      |
| 12 نوفمبر | نورمان، الولايات المتحدة ملعب صلب $25،000 قرعة المباريات الفردية والزوجية                                                    | بيانكا أندريسكو 6–1، 6–0                                                         | ماريا كاميلا أوسوريو سيرانو                                                      | يوريكو ليلي ميازاكي كيتي فولينيتس                                           | جيسيكا هو لورين غييرمو ميهارو إيمنشي ماي هنتاما                              |
| 12 نوفمبر | نورمان، الولايات المتحدة ملعب صلب $25،000 قرعة المباريات الفردية والزوجية                                                    | فلاديكا بابيتش إينا شيبهارا 6–2، 6–3                                             | ماريا خوسيه بورتيو راميريز صوفيا سوينغ                                           | يوريكو ليلي ميازاكي كيتي فولينيتس                                           | جيسيكا هو لورين غييرمو ميهارو إيمنشي ماي هنتاما                              |
| 12 نوفمبر | فيلا ديل ديكي، الأرجنتين ملعب ترابي $15،000 قرعة المباريات الفردية والزوجية                                                  | فرناندا بريتو 6–3، 6–3                                                           | كارلا لوسيرو                                                                     | يوجينيا جانجا ميلينا فيريرو                                                 | جوليا رييرا جازمين أورتنزي جوليتا لارا إستابل باربارا غاتيكا                 |
| 12 نوفمبر | فيلا ديل ديكي، الأرجنتين ملعب ترابي $15،000 قرعة المباريات الفردية والزوجية                                                  | باربارا غاتيكا ريبيكا بيريرا 6–3، 6–3                                            | فرناندا بريتو كارلا لوسيرو                                                       | يوجينيا جانجا ميلينا فيريرو                                                 | جوليا رييرا جازمين أورتنزي جوليتا لارا إستابل باربارا غاتيكا                 |
| 12 نوفمبر | شرم الشيخ، مصر ملعب صلب $15،000 قرعة المباريات الفردية والزوجية                                                              | أنستاسيا بريبيلوفا 4–6، 7–5، 6–2                                                 | باربورا ماتوسوفا                                                                 | سوزان بانديتشي أنستاسيا شوشينا                                              | يلينا سيميتش علا أبو ذكري أليكساندرا بيتاك ساندرا سمير                       |
| 12 نوفمبر | شرم الشيخ، مصر ملعب صلب $15،000 قرعة المباريات الفردية والزوجية                                                              | فيرونيكا فالكوسكا داريا كوتشر 6–3، 3–6، [10–5]                                   | أنستاسيا بريبيلوفا آنا بريبيلوفا                                                 | سوزان بانديتشي أنستاسيا شوشينا                                              | يلينا سيميتش علا أبو ذكري أليكساندرا بيتاك ساندرا سمير                       |
| 12 نوفمبر | هيراكليون، اليونان ملعب ترابي $15،000 قرعة المباريات الفردية والزوجية                                                        | ألكساندرا أولينكوفا 7–6(7–3)، 7–6(7–4)                                           | آنا هيرتل                                                                        | آنا أوريك آنا أوكولوفا                                                      | تمارا ملاشيفيتش هيلي جيافارا ميرا أنطونيتش كيمي جيرين                        |
| 12 نوفمبر | هيراكليون، اليونان ملعب ترابي $15،000 قرعة المباريات الفردية والزوجية                                                        | آنا ياكوفليفا آني فانجيلوفا الفوز بالانسحاب                                      | ماري كلوس كيمي جيرين                                                             | آنا أوريك آنا أوكولوفا                                                      | تمارا ملاشيفيتش هيلي جيافارا ميرا أنطونيتش كيمي جيرين                        |
| 12 نوفمبر | قسطلونيا، إسبانيا ملعب ترابي $15،000 قرعة المباريات الفردية والزوجية                                                         | تم إلغاء منافسات الفردي والزوجي بسبب سوء الأحوال الجوية                          | تم إلغاء منافسات الفردي والزوجي بسبب سوء الأحوال الجوية                          | مارينا باسولس رييرا كلوديا هوستي فيرير ريبيكا ماساروفا أندريا لازارو غارسيا | روسا فيسينس ماس ألبا كارييو مارين ميشيل ألكسندرا زيمو مارتينا سبيجاريللي     |
| 12 نوفمبر | قسطلونيا، إسبانيا ملعب ترابي $15،000 قرعة المباريات الفردية والزوجية                                                         | نويليا بوزو زانوتي / نويليا زيبايوس ضد كلوديا هوستي فيرير / ميشيل ألكسندرا زيمو  |                                                                                  | مارينا باسولس رييرا كلوديا هوستي فيرير ريبيكا ماساروفا أندريا لازارو غارسيا | روسا فيسينس ماس ألبا كارييو مارين ميشيل ألكسندرا زيمو مارتينا سبيجاريللي     |
| 12 نوفمبر | نونثابوري، تايلاند ملعب صلب $15،000 قرعة المباريات الفردية والزوجية                                                          | نودنيدا لوانجنام 7–6(7–3)، 2–6، 6–2                                              | ميساكي ماتسودا                                                                   | واتساشول ساواتدي أنشيسا شنتا                                                | بونين كوفابيتوكتيد جيبك كولامباييفا نينا ستادلر لي إيون هاي                  |
| 12 نوفمبر | نونثابوري، تايلاند ملعب صلب $15،000 قرعة المباريات الفردية والزوجية                                                          | نودنيدا لوانجنام فرنيا وونجتينتشاي 2–6، 6–4، [10–7]                              | بونياوي ثامشايوات رمو أويدا                                                      | واتساشول ساواتدي أنشيسا شنتا                                                | بونين كوفابيتوكتيد جيبك كولامباييفا نينا ستادلر لي إيون هاي                  |
| 12 نوفمبر | المنستير، تونس ملعب صلب $15،000 قرعة المباريات الفردية والزوجية                                                              | إيلونا جيورجيانا غيوروائي 7–6(7–3)، 6–1                                          | لينيا مالمكفيست                                                                  | تيميا ياروشكوفا بوفانا كالفا                                                | كيارا شول ميلانيا ديلاي تمارا تشروفيتش لويز برونسكوغ                         |
| 12 نوفمبر | المنستير، تونس ملعب صلب $15،000 قرعة المباريات الفردية والزوجية                                                              | تمارا تشروفيتش دومينيك كاريغات 7–6(8–6)، 6–1                                     | ميا إكلوند لينيا مالمكفيست                                                       | تيميا ياروشكوفا بوفانا كالفا                                                | كيارا شول ميلانيا ديلاي تمارا تشروفيتش لويز برونسكوغ                         |
| 12 نوفمبر | أنطاليا، تركيا ملعب ترابي $15،000 قرعة المباريات الفردية والزوجية                                                            | ناهو ساتو 3–6، 6–4، 7–6(7–3)                                                     | أوانا جورجيتا سيميون                                                             | كارول مونيت كاميلا راخيموفا                                                 | صوفيا دميترييفا زينب سيرا ساريوغلان أيوانا غاسبار إيفان جوليا ستاماتوفا      |
| 12 نوفمبر | أنطاليا، تركيا ملعب ترابي $15،000 قرعة المباريات الفردية والزوجية                                                            | ليزا بونومار ناهو ساتو 6–4، 6–2                                                  | أيوانا غاسبار إيفان أوانا جورجيتا سيميون                                         | كارول مونيت كاميلا راخيموفا                                                 | صوفيا دميترييفا زينب سيرا ساريوغلان أيوانا غاسبار إيفان جوليا ستاماتوفا      |
| 19 نوفمبر | شرم الشيخ، مصر ملعب صلب $15،000 قرعة المباريات الفردية والزوجية                                                              | أرينا غابرييلا فاسيليسو 6–1، 6–4                                                 | آنا بريبيلوفا                                                                    | أنستاسيا بريبيلوفا داريا كوتشر                                              | ناستجا كولار ويرونيكا فالكوسكا جيني دورست سوزان بانديتشي                     |
| 19 نوفمبر | شرم الشيخ، مصر ملعب صلب $15،000 قرعة المباريات الفردية والزوجية                                                              | جيني دورست فيونا جانز Walkover                                                   | ويرونيكا فالكوسكا داريا كوتشر                                                    | أنستاسيا بريبيلوفا داريا كوتشر                                              | ناستجا كولار ويرونيكا فالكوسكا جيني دورست سوزان بانديتشي                     |
| 19 نوفمبر | سولارينو، إيطاليا Carpet $15،000 قرعة المباريات الفردية والزوجية                                                             | أماندا كاريراس 6–4، 3–6، 7–5                                                     | كاتالينا بيلا                                                                    | ميرينا تونا فيرينا هوفر                                                     | سافو ساكيلاريدي كوستانزا ترافرسي مانكا بيسلاك أليسيا تروودن                  |
| 19 نوفمبر | سولارينو، إيطاليا Carpet $15،000 قرعة المباريات الفردية والزوجية                                                             | كاتالينا بيلا ميرينا تونا 6–4، 6–2                                               | يكاتيرينا رينغولد يولييا سوكولفسكايا                                             | ميرينا تونا فيرينا هوفر                                                     | سافو ساكيلاريدي كوستانزا ترافرسي مانكا بيسلاك أليسيا تروودن                  |
| 19 نوفمبر | ستيلينبوش، جنوب أفريقيا ملعب صلب $15،000 قرعة المباريات الفردية والزوجية                                                     | يكتيرينا ماكاروفا 4–6، 4–6                                                       | أناستاسيا شاولسكايا                                                              | مايا تهان ليزا ماريا موزر                                                   | ميغان باسون شاحار بيرن غابرييلا موجان ديوي ديكمان                            |
| 19 نوفمبر | ستيلينبوش، جنوب أفريقيا ملعب صلب $15،000 قرعة المباريات الفردية والزوجية                                                     | مايا تهان إيفا فيدر 0–6، 3–6                                                     | ستيفاني كينت أناستاسيا شاولسكايا                                                 | مايا تهان ليزا ماريا موزر                                                   | ميغان باسون شاحار بيرن غابرييلا موجان ديوي ديكمان                            |
| 19 نوفمبر | نوليس، إسبانيا ملعب ترابي $15،000 قرعة المباريات الفردية والزوجية                                                            | إليزابيتا كوكسياريتو 2–6، 6–7(2–7)                                               | كريستينا بوكشا                                                                   | ميكيلي ألكسندرا زماو مارينا باسولس ريبيرا                                   | أليشيا هيرو لينيانا بولا أرياس مانخون كلوديا هوستي فيرير جوليا بايولا        |
| 19 نوفمبر | نوليس، إسبانيا ملعب ترابي $15،000 قرعة المباريات الفردية والزوجية                                                            | كريستينا بوكشا كلوديا هوستي فيرير 3–7(3–7)، 3–6                                  | مارينا باسولس ريبيرا جوليا بايولا                                                | ميكيلي ألكسندرا زماو مارينا باسولس ريبيرا                                   | أليشيا هيرو لينيانا بولا أرياس مانخون كلوديا هوستي فيرير جوليا بايولا        |
| 19 نوفمبر | المنستير، تونس ملعب صلب $15،000 قرعة المباريات الفردية والزوجية                                                              | إيلونا جورجيانا غيوروايي 6–1، 6–3                                                | كيارا شول                                                                        | سيلفيا نجيريتش إيريس إكاني                                                  | ميا إكلوند ناتاليا أورلوفا شيناتسو شيزيمو يلينا ستويانوفيتش                  |
| 19 نوفمبر | المنستير، تونس ملعب صلب $15،000 قرعة المباريات الفردية والزوجية                                                              | كيارا غريم كيارا شول 6–2، 6–1                                                    | إيريس إكاني كيليا لو بيان                                                        | سيلفيا نجيريتش إيريس إكاني                                                  | ميا إكلوند ناتاليا أورلوفا شيناتسو شيزيمو يلينا ستويانوفيتش                  |
| 19 نوفمبر | أنطاليا، تركيا ملعب صلب $15،000 قرعة المباريات الفردية والزوجية                                                              | أيلا أكسو 7–5، 6–1                                                               | كيرستن-أندريا ويدون                                                              | بويانا كلينكوف نادين كيلر                                                   | إيلاي يورك أنيتا حساريتش أندريا بريساكاريو أيوانا غاسبار إيفان               |
| 19 نوفمبر | أنطاليا، تركيا ملعب صلب $15،000 قرعة المباريات الفردية والزوجية                                                              | جورجيا كراتشون أوانا جورجيتا سيمييون 6–1، 6–3                                    | أيوانا غاسبار إيفان أندريا بريساكاريو                                            | بويانا كلينكوف نادين كيلر                                                   | إيلاي يورك أنيتا حساريتش أندريا بريساكاريو أيوانا غاسبار إيفان               |
| 26 نوفمبر | بونه، الهند ملعب صلب $25000 قرعة المباريات الفردية والزوجية                                                                  | تمارا زيدانسيك 6–3، 6–4                                                          | كارمن ثاندي                                                                      | إيفا غيريرو ألفاريز أنكيتا راينا                                            | مارينا ميلنيكوفا جاكلين كريستيان فاليريا ستراخوفا تشانغ كيلين                |
| 26 نوفمبر | بونه، الهند ملعب صلب $25000 قرعة المباريات الفردية والزوجية                                                                  | أنكيتا راينا كارمن ثاندي 6–2، 6–7(5–7)، [11–9]                                   | ألكساندرينا نايدينوفا تمارا زيدانسيك                                             | إيفا غيريرو ألفاريز أنكيتا راينا                                            | مارينا ميلنيكوفا جاكلين كريستيان فاليريا ستراخوفا تشانغ كيلين                |
| 26 نوفمبر | ميلوفيتسه، جمهورية التشيك ملعب صلب (داخلي) $15000 قرعة المباريات الفردية والزوجية                                            | لارا سالدن 4–6، 6–4، 7–5                                                         | نفيسة بيربيروفيتش                                                                | دينيسا هندوفا داريا كروجكوفا                                                | مريم كولودزيجووفا ناتالي بروزه فيرونيكا فلكوفسكا دانييلا فيسماني             |
| 26 نوفمبر | ميلوفيتسه، جمهورية التشيك ملعب صلب (داخلي) $15000 قرعة المباريات الفردية والزوجية                                            | داريا كروجكوفا لارا سالدن 6–0، 6–2                                               | داغمار دودلاكوفا جوانا زافادزكا                                                  | دينيسا هندوفا داريا كروجكوفا                                                | مريم كولودزيجووفا ناتالي بروزه فيرونيكا فلكوفسكا دانييلا فيسماني             |
| 26 نوفمبر | القاهرة، مصر ملعب صلب $15000 قرعة المباريات الفردية والزوجية                                                                 | ساندرا سمير 6–2، 3–6، 6–3                                                        | ميشيل ألكسندرا زماو                                                              | نيكا راديشيتش جوان زوغر                                                     | لميس الحسين عبد العزيز آنا لانتيغوا دي لا نوز فيكتوريا كالينينا كريستينا إني |
| 26 نوفمبر | القاهرة، مصر ملعب صلب $15000 قرعة المباريات الفردية والزوجية                                                                 | نيكا راديشيتش جوان زوغر 6–3، 6–3                                                 | كريستينا إني ميشيل ألكسندرا زماو                                                 | نيكا راديشيتش جوان زوغر                                                     | لميس الحسين عبد العزيز آنا لانتيغوا دي لا نوز فيكتوريا كالينينا كريستينا إني |
| 26 نوفمبر | سولارينو، إيطاليا سجاد $15٬000 قرعة المباريات الفردية والزوجية                                                               | كاتالينا بيلا 6–1، 6–2                                                           | فيديريكا بيلاردو                                                                 | ساندي مارتي لو آدلر                                                         | مانكا بيسلاك سارا جامبوجي زينيا كنول ميرينا تونا                             |
| 26 نوفمبر | سولارينو، إيطاليا سجاد $15٬000 قرعة المباريات الفردية والزوجية                                                               | لو آدلر نويليا زيبالوس 2–6، 6–4، [10–6]                                          | ماريا ماسيني مانكا بيسلاك                                                        | ساندي مارتي لو آدلر                                                         | مانكا بيسلاك سارا جامبوجي زينيا كنول ميرينا تونا                             |
| 26 نوفمبر | ستيلينبوش، جنوب أفريقيا ملعب صلب $15٬000 قرعة المباريات الفردية والزوجية                                                     | إيكاترينا ماكاروفا 6–2، 6–2                                                      | أليس جيلان                                                                       | شاخر بيرين آمي زو                                                           | إميلي لينده كاثارينا هيرينغ أناستاسيا شاولسكايا ليزا ماريا موزر              |
| 26 نوفمبر | ستيلينبوش، جنوب أفريقيا ملعب صلب $15٬000 قرعة المباريات الفردية والزوجية                                                     | مايا تهان إيفا فيدر 6–0، 6–4                                                     | إيكاترينا ماكاروفا ساري ستيغمان                                                  | شاخر بيرين آمي زو                                                           | إميلي لينده كاثارينا هيرينغ أناستاسيا شاولسكايا ليزا ماريا موزر              |
| 26 نوفمبر | هوا هين، تايلاند ملعب صلب $15،000 قرعة المباريات الفردية والزوجية                                                            | نودنيدا لوانجنام 6–1، 3–6، 6–3                                                   | ألديلا سوتجيادي                                                                  | مانانشايا ساوانجكايو قوه شانشان                                             | بونياوي تامشايوات تاماشان مومكونثود ماريا كراساكوفا هايني أوجاتا             |
| 26 نوفمبر | هوا هين، تايلاند ملعب صلب $15،000 قرعة المباريات الفردية والزوجية                                                            | نودنيدا لوانجنام بونياوي تامشايوات 6–4، 6–2                                      | أياكا أوكونو ألديلا سوتجيادي                                                     | مانانشايا ساوانجكايو قوه شانشان                                             | بونياوي تامشايوات تاماشان مومكونثود ماريا كراساكوفا هايني أوجاتا             |
| 26 نوفمبر | المنستير، تونس ملعب صلب $15،000 قرعة المباريات الفردية والزوجية                                                              | ليوني كونغ 6–2، 6–1                                                              | كيارا شول                                                                        | كلوديا جيوفين داريا لوديكوفا                                                | ماريا تيتوفا أنجيليكا راجي كيليا لو بيان يلينا ستويانوفيتش                   |
| 26 نوفمبر | المنستير، تونس ملعب صلب $15،000 قرعة المباريات الفردية والزوجية                                                              | تمارا تشروفيتش سيلفيا نجيريتش 7–6(7–2)، 4–6، [10–6]                              | نيكول جاديينت كيارا شول                                                          | كلوديا جيوفين داريا لوديكوفا                                                | ماريا تيتوفا أنجيليكا راجي كيليا لو بيان يلينا ستويانوفيتش                   |
| 26 نوفمبر | أنطاليا، تركيا ملعب صلب $15،000 قرعة المباريات الفردية والزوجية                                                              | داريا سنيغور vs أونا أوربانا إلغاء مسابقة الفردي والزوجي بسبب سوء الأحوال الجوية | داريا سنيغور vs أونا أوربانا إلغاء مسابقة الفردي والزوجي بسبب سوء الأحوال الجوية | جورجيا كراسيون أيوانا غاسبار إيفان                                          | كيرستن أندريا ويدون ألكسندرا بوسبيلوفا كاتيارينا باولنكا ديا إفتيموفا        |

### ديسمبر
| الأسبوع   | البطولة | الفائزات                                                                                                  | الوصيفات                                | المتأهلات لنصف النهائي                       | المتأهلات لربع النهائي                                                             |
| --------- | --- | --- | --------------------------------------- | -------------------------------------------- | ---------------------------------------------------------------------------------- |
| 3 ديسمبر  | سولابور، الهند ملعب صلب $25٬000 قرعة المباريات الفردية والزوجية                                                   | مارينا ميلنيكوفا 6–1، 6–2                                                                                 | لو جياجينغ                              | روتوجا بسالي Quirine Lemoine                 | تمارا زيدانسيك Deniz Khazaniuk كاتارزينا بيتر تشانغ كيلين                          |
| 3 ديسمبر  | سولابور، الهند ملعب صلب $25٬000 قرعة المباريات الفردية والزوجية                                                   | Miyabi Inoue لو جياجينغ 6–3، 6–3                                                                          | سارة بيث غري Ekaterina Yashina          | روتوجا بسالي Quirine Lemoine                 | تمارا زيدانسيك Deniz Khazaniuk كاتارزينا بيتر تشانغ كيلين                          |
| 3 ديسمبر  | بوغوتا، كولومبيا ملعب ترابي $15٬000 قرعة المباريات الفردية والزوجية                                               | Allura Zamarripa 6–3، 6–3                                                                                 | Andrea Renée Villarreal                 | ماريا بولينا بيريز ماريا جوليانا بارا روميرو | ماريانا كارفاجال دانييلا كارييو روشري ويجيسونديرا غابرييلا جيرالدو                 |
| 3 ديسمبر  | بوغوتا، كولومبيا ملعب ترابي $15٬000 قرعة المباريات الفردية والزوجية                                               | ألورا زاماريبا ماريبيلا زاماريبا 7–5، 6–4                                                                 | ماريا بولينا بيريز باولا أندريا بيريز   | ماريا بولينا بيريز ماريا جوليانا بارا روميرو | ماريانا كارفاجال دانييلا كارييو روشري ويجيسونديرا غابرييلا جيرالدو                 |
| 3 ديسمبر  | يابلونتس ناد نيسو، جمهورية التشيك ملعب صلب (داخلي) $15،000 قرعة المباريات الفردية والزوجية                        | لارا سالدن 6–3، 3–6، 6–4                                                                                  | ماغدالينا بانتوتشكوفا                   | تيميا ياروشكوفا كارولينا برانكوفا            | جوانا زافادزكا دانييلا فيسمان نفيسة بيربيروفيتش باربورا ميكلوفا                    |
| 3 ديسمبر  | يابلونتس ناد نيسو، جمهورية التشيك ملعب صلب (داخلي) $15،000 قرعة المباريات الفردية والزوجية                        | كارولينا برانكوفا باربورا ميكلوفا 7–5، 6–4                                                                | كارولينا كوبانوفا نيكولا توما نوفا      | تيميا ياروشكوفا كارولينا برانكوفا            | جوانا زافادزكا دانييلا فيسمان نفيسة بيربيروفيتش باربورا ميكلوفا                    |
| 3 ديسمبر  | القاهرة، مصر ملعب ترابي $15،000 قرعة المباريات الفردية والزوجية                                                   | فيكتوريا ديما 6–2، 7–5                                                                                    | كريستينا إيني                           | فاندا لوكاش أناستاسيا شوشينا                 | ساندرا سمير جوليت شتور شارلوت رومير غابرييلا نيكول تاتاروس                         |
| 3 ديسمبر  | القاهرة، مصر ملعب ترابي $15،000 قرعة المباريات الفردية والزوجية                                                   | مينامي أكياما فيكتوريا ديما 6–2، 6–7(2–7)، [10–6]                                                         | ساندرا سمير أناستاسيا شوشينا            | فاندا لوكاش أناستاسيا شوشينا                 | ساندرا سمير جوليت شتور شارلوت رومير غابرييلا نيكول تاتاروس                         |
| 3 ديسمبر  | سولارينو، إيطاليا سلي carpet $15،000 قرعة المباريات الفردية والزوجية                                              | لو أدلر 6–3، 6–4                                                                                          | كاتالينا بيلا                           | كيرستين-أندريا ويدون إيليني دانيليدو         | جوليا بايولا ساندي مارتي ماريا ماسيني ميريان تون                                   |
| 3 ديسمبر  | سولارينو، إيطاليا سلي carpet $15،000 قرعة المباريات الفردية والزوجية                                              | كاتالينا بيلا ميريان تون 7–5، 6–3                                                                         | فيرونيكا ايرجافيك كريستينا نوفاك        | كيرستين-أندريا ويدون إيليني دانيليدو         | جوليا بايولا ساندي مارتي ماريا ماسيني ميريان تون                                   |
| 3 ديسمبر  | ستيلينبوش، جنوب أفريقيا ملعب صلب $15،000 قرعة المباريات الفردية والزوجية                                          | إيكاترينا ماكاروفا 6–4، 6–4                                                                               | أليس جيلان                              | إميلي ليند كاثارينا هيرينج                   | إيفا فيدر ماديسون ويستبي أناستاسيا شاولسكايا إيمي زو                               |
| 3 ديسمبر  | ستيلينبوش، جنوب أفريقيا ملعب صلب $15،000 قرعة المباريات الفردية والزوجية                                          | ماديسون ويستبي إيمي زو 6–4، 6–2                                                                           | باتريشيا بنتجن كاثارينا هيرينج          | إميلي ليند كاثارينا هيرينج                   | إيفا فيدر ماديسون ويستبي أناستاسيا شاولسكايا إيمي زو                               |
| 3 ديسمبر  | هوا هين، تايلاند ملعب صلب $15،000 قرعة المباريات الفردية والزوجية                                                 | نودنيدا لوانجنام 6–3، 1–6، 6–1                                                                            | الديلا سوتجيادي                         | بونياوي ثامشاي وات أولغا هيلمي               | تاماتشان مومكونثود صن زيو تشو يي تسين ساكورا هوسوجي                                |
| 3 ديسمبر  | هوا هين، تايلاند ملعب صلب $15،000 قرعة المباريات الفردية والزوجية                                                 | ناديا رافيتا الديلا سوتجيادي 6–2، 6–4                                                                     | جوانا جارلاند مانانشايا سوانجكاو        | بونياوي ثامشاي وات أولغا هيلمي               | تاماتشان مومكونثود صن زيو تشو يي تسين ساكورا هوسوجي                                |
| 3 ديسمبر  | المنستير، تونس ملعب صلب $15،000 قرعة المباريات الفردية والزوجية                                                   | ليوني كونغ 2–6، 4–6                                                                                       | بويانا مارينكوفيتش                      | كيارا شول إيميلين دارترون                    | مارغريتا لازاريفا سيلفيا نجيريتش جولييت لوليه أديتيا كاروناراتني                   |
| 3 ديسمبر  | المنستير، تونس ملعب صلب $15،000 قرعة المباريات الفردية والزوجية                                                   | تمارا تشروفيتش كيارا شول 6–7(5–7)، 4–6                                                                    | آلي كولينز كلوديا جيوفين                | كيارا شول إيميلين دارترون                    | مارغريتا لازاريفا سيلفيا نجيريتش جولييت لوليه أديتيا كاروناراتني                   |
| 3 ديسمبر  | أنطاليا، تركيا ملعب صلب 15،000 دولار قرعة المباريات الفردية والزوجية                                              | أيوانا غاسبار إيفان 1–6، 2–6                                                                              | كارول مونيت                             | زينب سونميز ديا إفتيموفا                     | إيلاي يورك مريم دالاكشفيلي أنجلينا زورافليفا جيونغ يونغ-وون                        |
| 3 ديسمبر  | أنطاليا، تركيا ملعب صلب 15،000 دولار قرعة المباريات الفردية والزوجية                                              | يفغينيا بردينا / يكاترينا أوفتشارينكو vs أليز تشيرنيسكا / أونا أوربانا نهائي الزوجي أُلغي بسبب الطقس السيئ |                                         | زينب سونميز ديا إفتيموفا                     | إيلاي يورك مريم دالاكشفيلي أنجلينا زورافليفا جيونغ يونغ-وون                        |
| 10 ديسمبر | تحدي التنس الحبتور دبي، الإمارات العربية المتحدة ملعب صلب $100٬000+H الفردي – الزوجي                              | بينغ شواي 6–3، 6–0                                                                                        | فيكتوريا كوزموفا                        | ستيفاني فوجيلي يفجينيا رودينا                | كريستينا ملادينوفيتش تاتيانا ماريا تمارا زيدانسيك منى بارثل                        |
| 10 ديسمبر | تحدي التنس الحبتور دبي، الإمارات العربية المتحدة ملعب صلب $100٬000+H الفردي – الزوجي                              | ألينا فومينا فالينتينا إيفاخنينكو 7–5، 6–2                                                                | ريكا لوكا جاني كورنيليا ليستر           | ستيفاني فوجيلي يفجينيا رودينا                | كريستينا ملادينوفيتش تاتيانا ماريا تمارا زيدانسيك منى بارثل                        |
| 10 ديسمبر | بطولات التنس النسائية NECC–ITF بونه، الهند ملعب صلب $25٬000 قرعة المباريات الفردية والزوجية                       | فاليريا سافينيخ 3–6، 6–2، 7–6(9–7)                                                                        | لو جياجينغ                              | مريم بولكفازا كاتارزينا كاوا                 | إيكاترينا ياشينا ديانا مارسنكفيتشا هسو تشيه يو مارينا ميلنيكوفا                    |
| 10 ديسمبر | بطولات التنس النسائية NECC–ITF بونه، الهند ملعب صلب $25٬000 قرعة المباريات الفردية والزوجية                       | بياتريس جوموليا آنا فيسيلينوفيتش 7–6(7–4)، 1–6، [11–9]                                                    | شارون فيشمان فاليريا سافينيخ            | مريم بولكفازا كاتارزينا كاوا                 | إيكاترينا ياشينا ديانا مارسنكفيتشا هسو تشيه يو مارينا ميلنيكوفا                    |
| 10 ديسمبر | جيبوتي، جيبوتي ملعب صلب $15٬000 قرعة المباريات الفردية والزوجية                                                   | نوا لياو آ فونغ 6–2، 6–2                                                                                  | ماجي نغ                                 | أنجيليكا إيسايفا ماريانا درازيتش             | وو هو-تشينغ وانغ داني كاثارينا هيرينغ ميريل هودت                                   |
| 10 ديسمبر | جيبوتي، جيبوتي ملعب صلب $15٬000 قرعة المباريات الفردية والزوجية                                                   | سيليستين أفومو إيلا إلينا جيموفيتش 6–4، 6–1                                                               | باتريسيا بونتجن ماجي نغ                 | أنجيليكا إيسايفا ماريانا درازيتش             | وو هو-تشينغ وانغ داني كاثارينا هيرينغ ميريل هودت                                   |
| 10 ديسمبر | القاهرة، مصر ملعب ترابي $15،000 قرعة المباريات الفردية والزوجية                                                   | أنستاسيا شوشينا 6–4، 1–6، 6–4                                                                             | ساندرا سمير                             | جولييت شتيور آنا لانيغوا دي لا نوز           | أونا جافريلا غابرييلا نيكول تاتاروش ييكاتيرينا ديمتريتشينكو لميس الحسين عبد العزيز |
| 10 ديسمبر | القاهرة، مصر ملعب ترابي $15،000 قرعة المباريات الفردية والزوجية                                                   | سيلما شتيفانيا كادار نيكيا راديشيك 6–3، 0–6، [14–12]                                                      | أونا جافريلا غابرييلا نيكول تاتاروش     | جولييت شتيور آنا لانيغوا دي لا نوز           | أونا جافريلا غابرييلا نيكول تاتاروش ييكاتيرينا ديمتريتشينكو لميس الحسين عبد العزيز |
| 10 ديسمبر | سولارينو، إيطاليا ملعب مُعشّب $15،000 قرعة المباريات الفردية والزوجية                                               | جوليا بايولا 6–2، 2–6، 7–6(7–4)                                                                           | يلينا سيميتش                            | سارا غامبوجي إلين جينوفيز                    | لو أدلر ميرينا تونا فيرونيكا إرية كريستينا نوفاك                                   |
| 10 ديسمبر | سولارينو، إيطاليا ملعب مُعشّب $15،000 قرعة المباريات الفردية والزوجية                                               | فيرونيكا إرجافيتس كريستينا نوفاك 6–3، 7–6(7–4)                                                            | ميليسا موراليس كيرستن-أندريا ويدون      | سارا غامبوجي إلين جينوفيز                    | لو أدلر ميرينا تونا فيرونيكا إرية كريستينا نوفاك                                   |
| 10 ديسمبر | المنستير، تونس ملعب صلب $15،000 قرعة المباريات الفردية والزوجية                                                   | كلوديا جيوفين 6–0، 6–0                                                                                    | كيارا شول                               | بويانا مارينكوفيتش إيما لين                  | إليسا فانلانجندونك كارولين روميو داريا لوديكاوفا مالين هيلجو                       |
| 10 ديسمبر | المنستير، تونس ملعب صلب $15،000 قرعة المباريات الفردية والزوجية                                                   | أنجيليكا راجي أورورا زانتيديسكي 6–4، 6–4                                                                  | بويانا مارينكوفيتش إليسا فانلانجندونك   | بويانا مارينكوفيتش إيما لين                  | إليسا فانلانجندونك كارولين روميو داريا لوديكاوفا مالين هيلجو                       |
| 10 ديسمبر | أنطاليا، تركيا ملعب صلب $15،000 قرعة المباريات الفردية والزوجية                                                   | يفجينيا بورودينا 6–4، 3–6، 7–5                                                                            | فلادا اكشيباروفا                        | ليزا زار جيونج يي-وون                        | ميليس سيزر فيكتوريا كان ايبك سويلو مونيكا روبنسون                                  |
| 10 ديسمبر | أنطاليا، تركيا ملعب صلب $15،000 قرعة المباريات الفردية والزوجية                                                   | داريا ميشينا أناستاسيا سوخوتينا 7–6(7–4)، 6–2                                                             | ايكاترينا فيشنفسكايا أنجليينا زورافليفا | ليزا زار جيونج يي-وون                        | ميليس سيزر فيكتوريا كان ايبك سويلو مونيكا روبنسون                                  |
| 17 ديسمبر | نافي مومباي، الهند ملعب صلب $25٬000 قرعة المباريات الفردية والزوجية                                               | باربارا هاس 0–6، 3–6، 5–7                                                                                 | ديانا مارسنكفيتشا                       | ماريام بولكفادزي مهاك جاين                   | جولي جيرفي جاكلين كاكو تيساه أندريانجافيتريمو كاتارزينا كاوا                       |
| 17 ديسمبر | نافي مومباي، الهند ملعب صلب $25٬000 قرعة المباريات الفردية والزوجية                                               | ألبينا خابيبولينا ايكاترينا ياشينا 2–6، 1–6                                                               | بيرفو سنجيز جيسي رومبيس                 | ماريام بولكفادزي مهاك جاين                   | جولي جيرفي جاكلين كاكو تيساه أندريانجافيتريمو كاتارزينا كاوا                       |
| 17 ديسمبر | جيبوتي، جيبوتي ملعب صلب $15٬000 قرعة المباريات الفردية والزوجية                                                   | نوا لياو فونج 3–6، 6–7(2–7)                                                                               | كاتسيارينا سكاشكوفا                     | كاثارينا هيرينج ماريانا درازيتش              | وو هو تشينج دستيني مارتينز بهوفانا كالفا ميريل هويدت                               |
| 17 ديسمبر | جيبوتي، جيبوتي ملعب صلب $15٬000 قرعة المباريات الفردية والزوجية                                                   | ميريل هويدت نوا لياو فونج 6–7(6–8)، 4–6                                                                   | باتريشيا بونتجن كاثارينا هيرينج         | كاثارينا هيرينج ماريانا درازيتش              | وو هو تشينج دستيني مارتينز بهوفانا كالفا ميريل هويدت                               |
| 17 ديسمبر | إنترنازيونالي تنس فال جارديينا سودتيرول أورتيزي، إيطاليا ملعب صلب (داخلي) $15٬000 قرعة المباريات الفردية والزوجية | سيمونا والترت 4–6، 2–6                                                                                    | جوانا جارلاند                           | ناتاليا سيدليسكا نورا نيدميرز                | إيفا زليتش فيرونيكا إرجافيتس فيرينا هوفر ميكائيلا بايرلوفا                         |
| 17 ديسمبر | إنترنازيونالي تنس فال جارديينا سودتيرول أورتيزي، إيطاليا ملعب صلب (داخلي) $15٬000 قرعة المباريات الفردية والزوجية | فيرونيكا إرجافيتس كريستينا نوفاك 6–4، 7–5                                                                 | فيرينا هوفر سيمونا والترت               | ناتاليا سيدليسكا نورا نيدميرز                | إيفا زليتش فيرونيكا إرجافيتس فيرينا هوفر ميكائيلا بايرلوفا                         |
| 17 ديسمبر | المنستير، تونس ملعب صلب $15،000 قرعة المباريات الفردية والزوجية                                                   | كلوديا جيوفين 6–1، 7–6(8–6)                                                                               | كيارا شول                               | أنجيليكا راجي إليسا فانلانغندونك             | إيما ليني غيورغيا ماركيتي إيكاترينا شاليموفا كارولين روميو                         |
| 17 ديسمبر | المنستير، تونس ملعب صلب $15،000 قرعة المباريات الفردية والزوجية                                                   | كيارا شول أليسيا سميث 6–1، 6–3                                                                            | غيورغيا ماركيتي أنجيليكا راجي           | أنجيليكا راجي إليسا فانلانغندونك             | إيما ليني غيورغيا ماركيتي إيكاترينا شاليموفا كارولين روميو                         |
| 17 ديسمبر | أنطاليا، تركيا ملعب صلب $15،000 قرعة المباريات الفردية والزوجية                                                   | داريا ميشينا 6–3، 6–1                                                                                     | إيكاترينا فيشنفسكايا                    | إيفانا توبتشيتش أناستاسيا شوشينا             | أيوانا غاسبار إيفان ديا إفتيموفا ميليس سيزر أنجلينا زورافليفا                      |
| 17 ديسمبر | أنطاليا، تركيا ملعب صلب $15،000 قرعة المباريات الفردية والزوجية                                                   | أناستاسيا بريبيلوفا آنا بريبيلوفا 6–7(5–7)، 6–3، [10–7]                                                   | إيكاترينا فيشنفسكايا أنجلينا زورافليفا  | إيفانا توبتشيتش أناستاسيا شوشينا             | أيوانا غاسبار إيفان ديا إفتيموفا ميليس سيزر أنجلينا زورافليفا                      |

## الروابط الخارجية
- "10،600 لاعبة، 1135 حدثًا: جولة الاتحاد الدولي لكرة المضرب العالمية للسيدات لعام 2023 بالأرقام". الاتحاد الدولي لكرة المضرب. اطلع عليه بتاريخ 2024-01-02.
- "أجندة جولة الاتحاد الدولي لكرة المضرب العالمية للسيدات". الاتحاد الدولي لكرة المضرب. اطلع عليه بتاريخ 2024-01-02.
- الاتحاد الدولي لكرة المضرب